# Secese v Bruselu

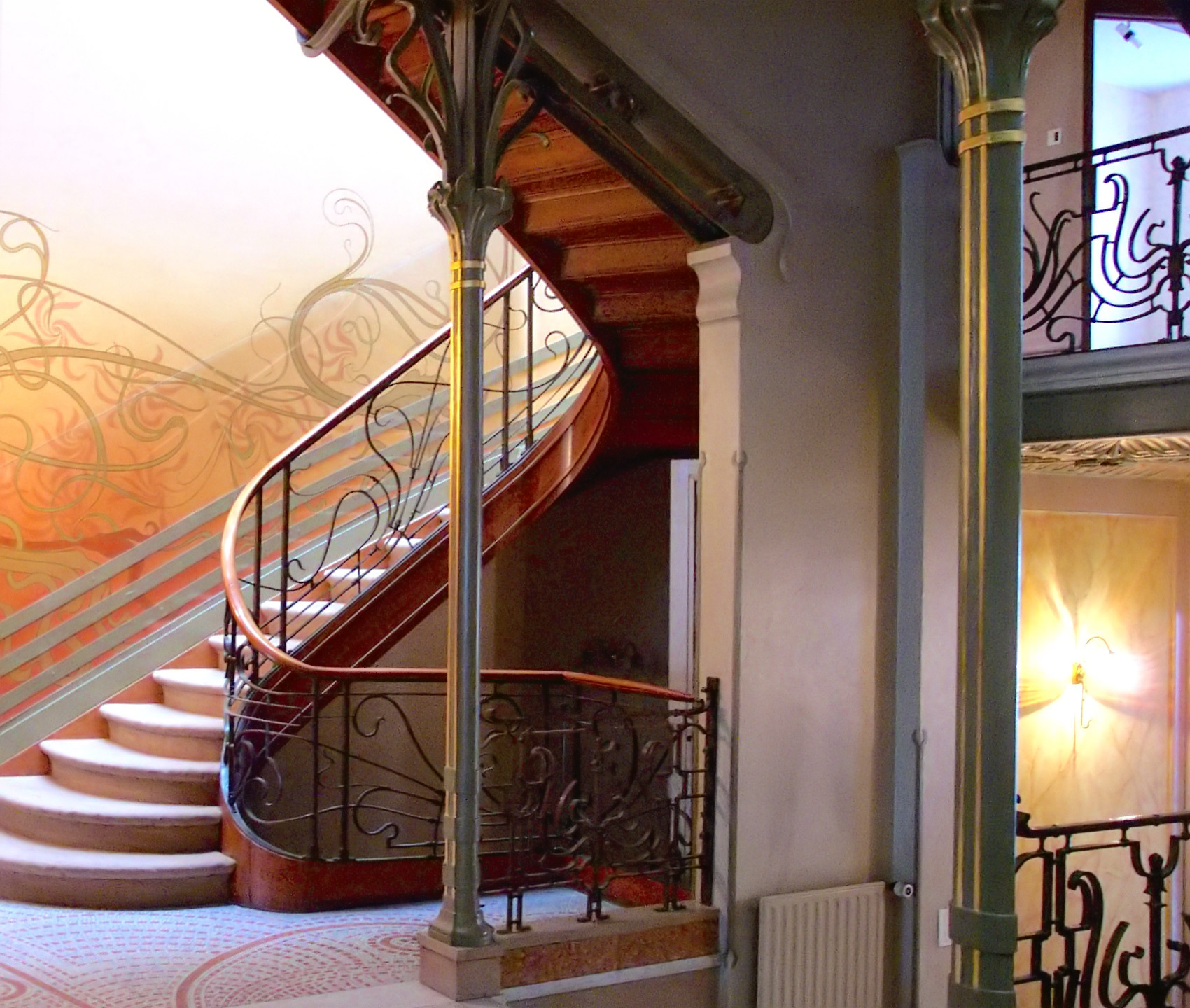
Schodiště hotelu Tassel od Victora Horty

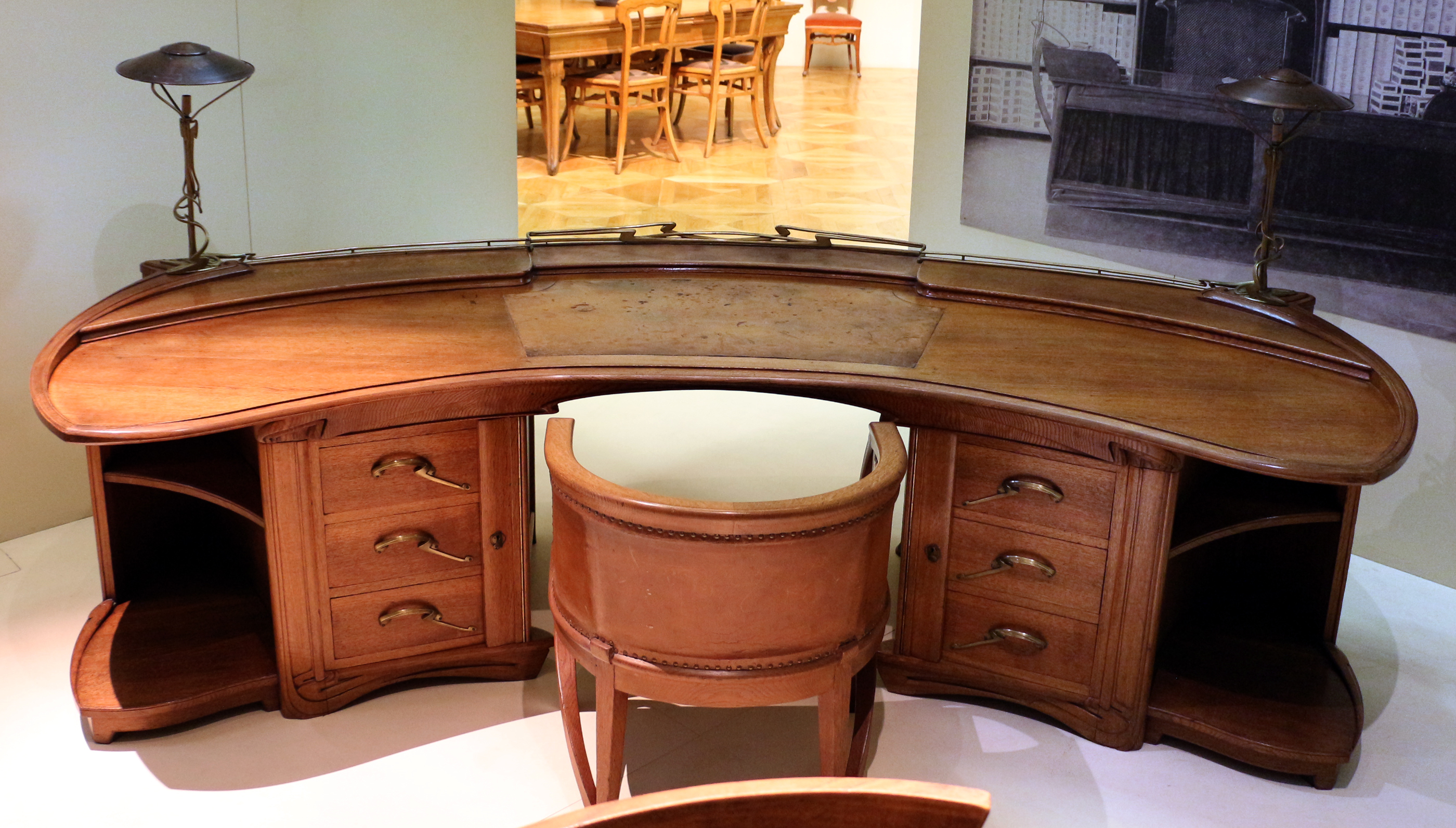
Psací stůl, židle a lampy od Henryho Van de Velde

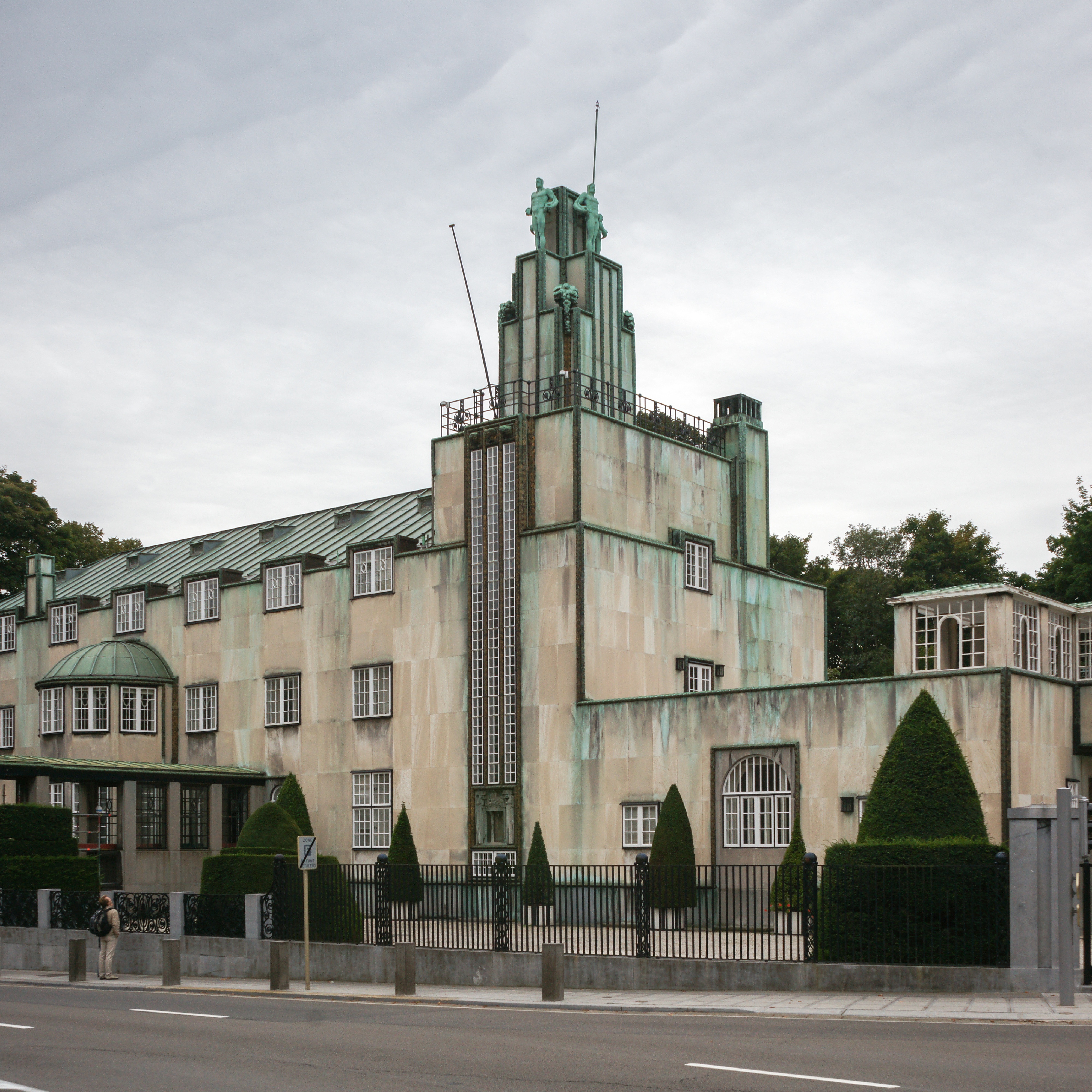
Palác Stoclet, Brusel

Umělecký sloh secese v architektuře a designu se poprvé objevil v Bruselu v Belgii na začátku 90. let 19. století a rychle se rozšířil do Francie a zbytku Evropy. Secese započala jako reakce na formální slovník evropského akademického umění, eklektismus a historismus 19. století. Byla založena na inovativním užití nových materiálu jako kov a sklo, otevřených prostorách interiérů s maximem světla, užívání zakřivených linií a dekorativních vzorů s přírodními prvky.
Ranní tvůrci ve stylu secese v Bruselu vytvořili kromě umění a architektury také nábytek, skleněné předměty, koberce, oblečení a další dekorativní formy. Některé z Bruselských městských částí jako jsou Schaerbeek, Etterbeek, Ixelles a Saint-Gilles, vznikly během rozkvětu secese a nachází se v nich mnoho budov v tomto slohu. Po roce 1900 se secese stala více formální a geometrická. Poslední secesní památkou v Bruselu byl palác Stoclet od moravsko-rakouského architekta Josefa Hoffmanna, který je dnes zapsaný na seznamu světového dědictví UNESCO. Stavba je příkladem přechodu ke geometričtějšímu a formálnějšímu stylu a zrodu secese a raného modernismu.
I navzdory volnému urbanistickému plánování tzv. Bruselizaci, kterou Brusel zavedl na konci 60. let 20. století, je v belgickém hlavním městě stále více než 500 secesních budov.

## Architektura

### Paul Hankar
První dva secesní domy v Bruselu byly postaveny ve stejnou dobu v letech 1892–1893 architekty a designéry Paulem Hankarem (1859–1901) a Victorem Hortou. Oba domy si byly podobné svou originalitou, ale zcela odlišné návrhem a provedením. Hankar, který byl synem kameníka, studoval ornamentální sochy a ozdoby na Královské akademii krásných umění v Bruselu v letech 1897–1884, zatímco pracoval jako ornamentální sochař. V letech 1879–1894 pracoval ve studiu prominentního architekta Hendrika Beyaerta, mistra eklektické a klasicistní architektury. Skrze Beyaerta se Hankar stal odivovatelem francouzského architekta Eugèna Viollet-le-Duca, který prosazoval používání nových inovativních materiálů jako je kov a sklo, a zároveň se inspiroval historickou architekturou.
V roce 1893 Hankar navrhl a postavil Hankarův dům, své vlastní sídlo na adrese 71 Rue Defacqz/Defacqzstraat v Saint-Gilles v Bruselu. K jeho výzdobě svedl dohromady skupinu svých talentovaných přátel-umělců, včetně sochaře René Janssense a malíře Alberta Ciamberlaniho, kteří vyzdobili fasádu sgrafity. Na fasádě a balkónech se objevily železné dekorace a vlnité linie stylizovaných rostlinných vzorů, které se staly důležitou součástí secesního slohu. Podle tohoto modelu, postavil několik domů pro své přátele z uměleckých kruhů, včetně Janssense, Ciamberlaniho, šperkaře Philippa Wolferse a malíře Léona Bartholomého. Také navrhl sérii inovativních skleněných výloh pro bruselské obchody, z nichž se dochovala jedna na 13 Rue Royale/Koningsstraat v centru Bruselu.
V roce 1897 Hankar navrhl další významný projekt, když se stal uměleckým ředitelem Světové výstavy v Tervurenu, na které byly vystaveny práce hlavních belgických umělců tvořících ve stylu secese, včetně jmen jako jsou Gustav Serrurier-Bovy, Henry Van de Velde a George Hobé. Hankar zemřel v lednu 1901 ve věku 41 let, ale jeho styl ovlivnil práce řady mladších bruselských umělců včetně Paula Hamesse, Léona Sneyerse, Antoina Pompeho a modernisty Victora Bourgeoise.

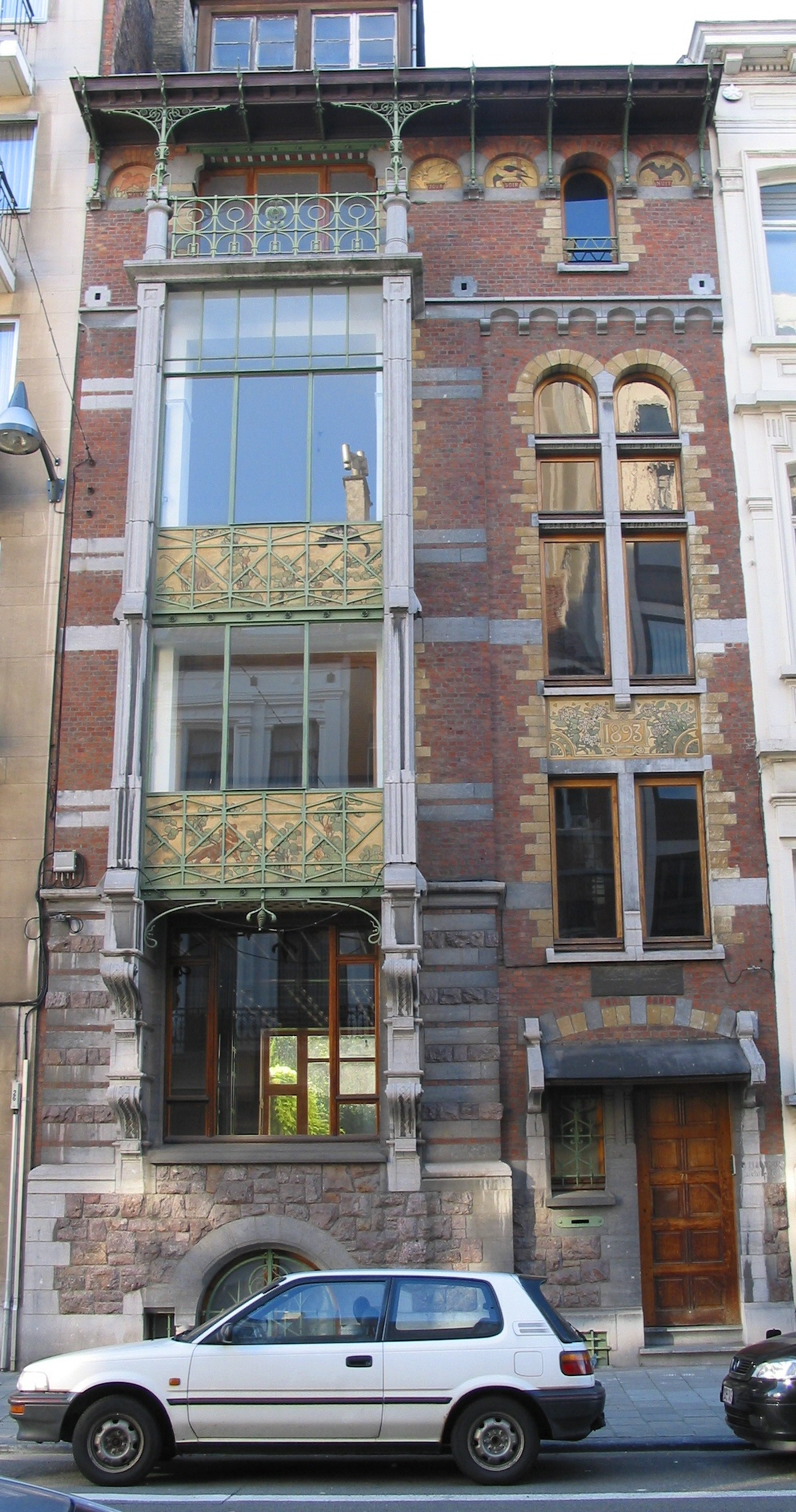
Fasáda Hankarova domu, který pro sbe navrhl Paul Hankar (1893)
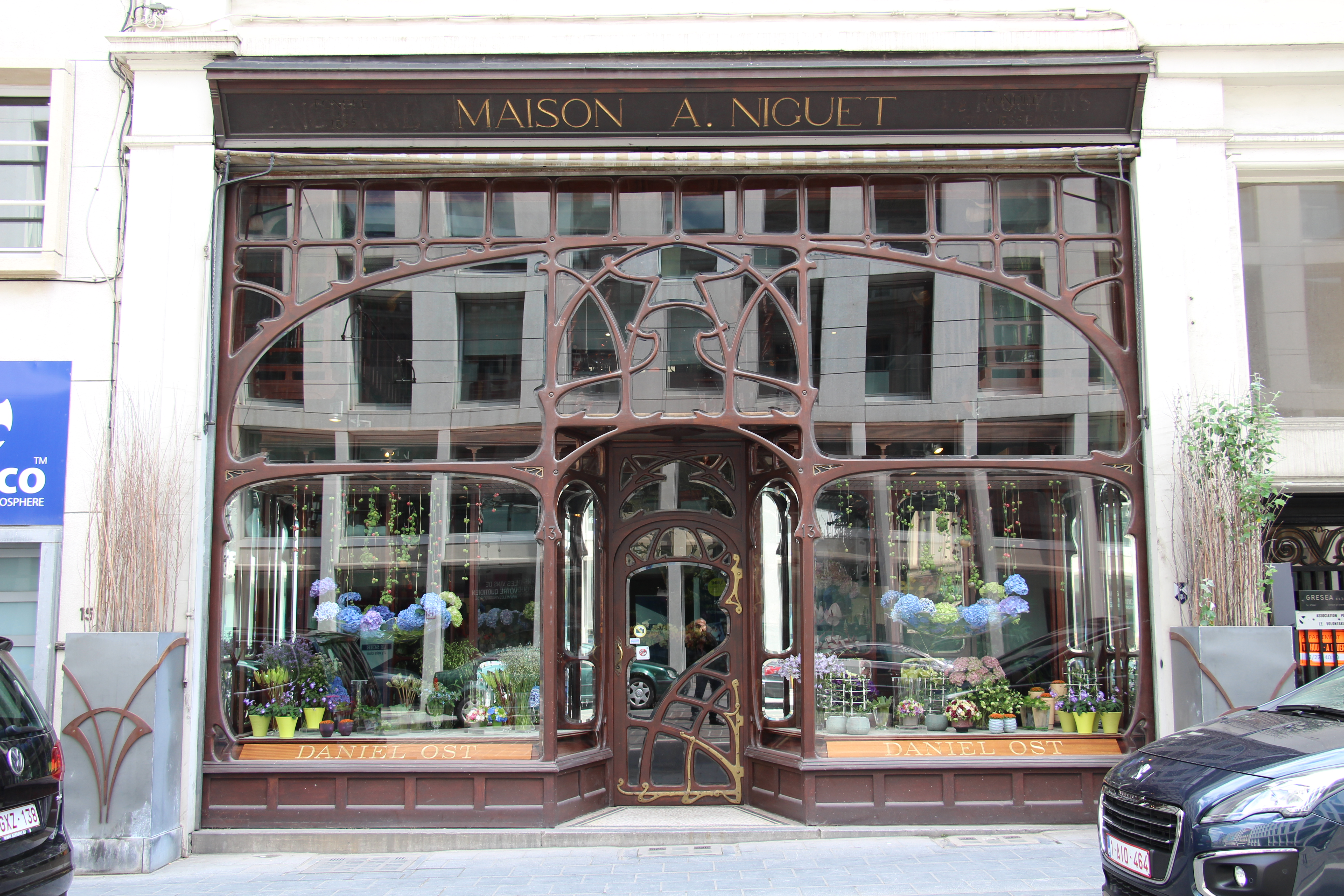
Výloha bývalého obchodu Chemiserie Niguet na Rue Royale/Koningsstraat od Paula Hankara (1896)
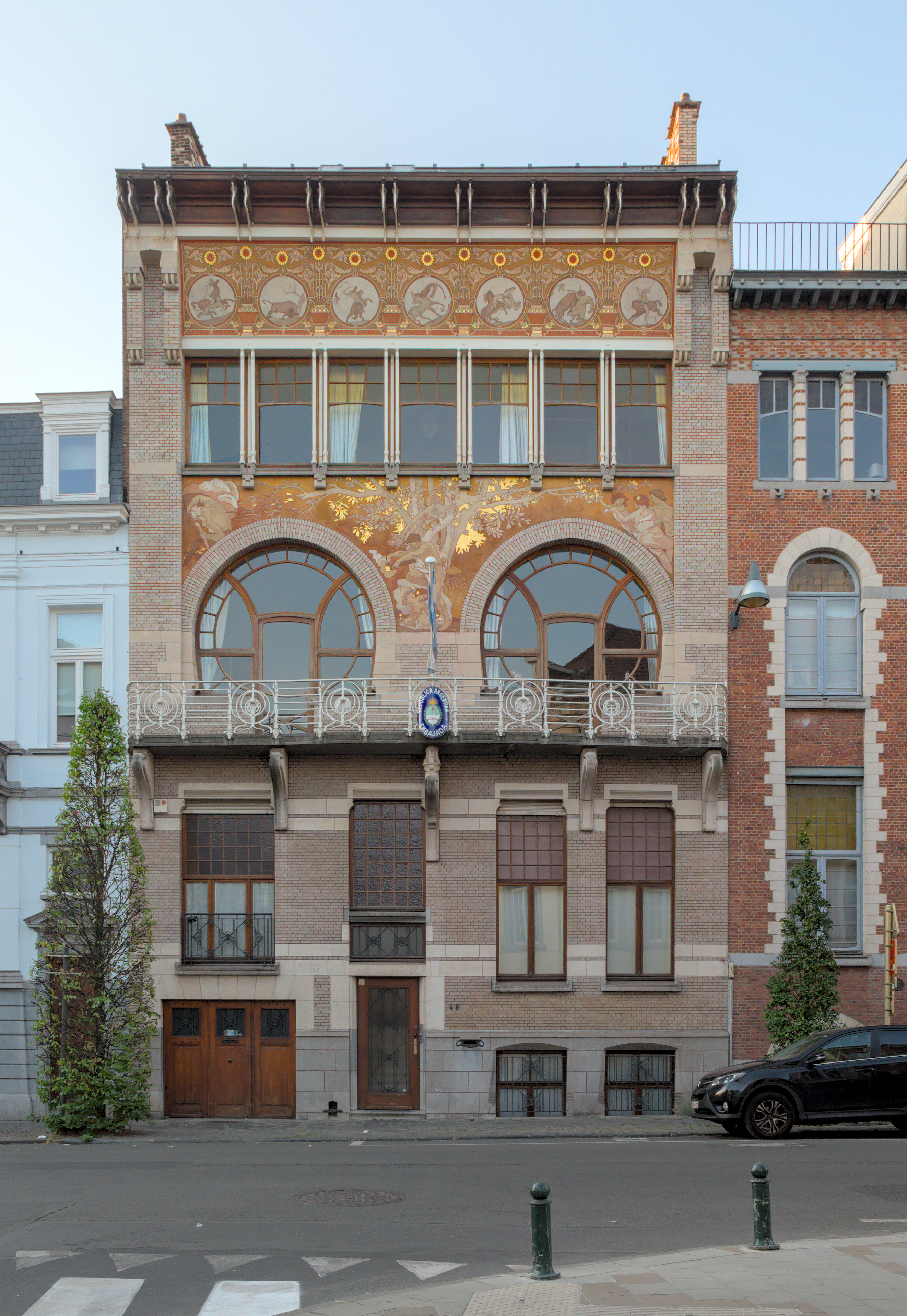
Hôtel Albert Ciamberlani  se sgrafitovou vzdobou (1897–1898)

### Victor Horta
Ve stejné době, kdy Hankar pracoval na svém domě, Victor Horta (1861–1947) stavěl velmi odlišný druh secesních domů jako Hôtel Tassel, pro vědce a profesora Émila Tassela. Horta, narozený v Gentu jako syn ševce, studoval architekturu na Královské akademii krásných umění v Gentu a poté na Akademii krásných umění v Bruselu. Po studiu začal pracovat pro neoklasického architekta Alphonse Balata, který byl v procesu budování rozlehlých budov Královských skleníků v Laekenu v severní části Bruselu pro krále Leopolda II. Jako jeho asistent se Horta naučil používat skleněné, železné a později také ocelové materiály, což dovedně užíval na všech svých pozdějších stavbách.

#### Hôtel Tassel (1892–1893)
Hôtel Tassel, dokončený v roce 1893, vyrostl na poměrně úzkém pozemku a jeho fasáda, navržená tak, aby ladila se sousedními budovami, byla dobře provedená, ale nikoli převratná. Mimořádný byl interiér, navržený s otevřeným půdorysem a s inovativním využitím železných sloupů, skleněných oken, světlíků a dekorací, které vytvářely novou představu o vnitřním prostoru. Dům byl postaven kolem otevřeného centrálního schodiště. Výzdobu interiéru tvořily vlnící se linie po vzoru vinné révy a květin, které se opakovaly v železném zábradlí schodiště, v dlažbě na podlaze, ve skle dveří a světlíků a byly namalovány také na stěnách. Budova je všeobecně uznávána jako první plnohodnotný projev secese v architektuře. V roce 2000 byl Hotel Tassel spolu s dalšími třemi měšťanskými domy zapsán na seznam světového dědictví UNESCO.

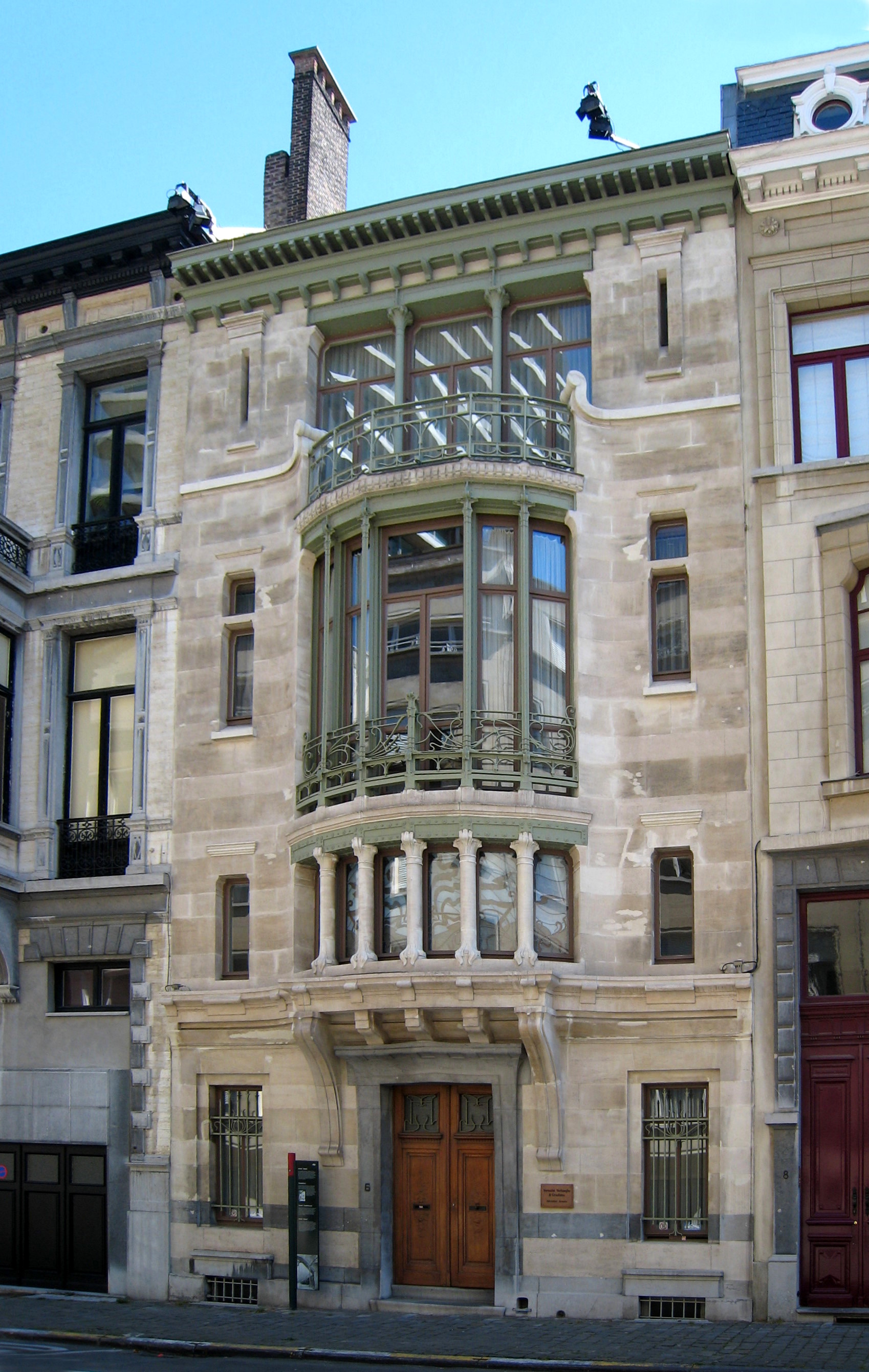
Fasáda hotelu Tassel (1892–1893)
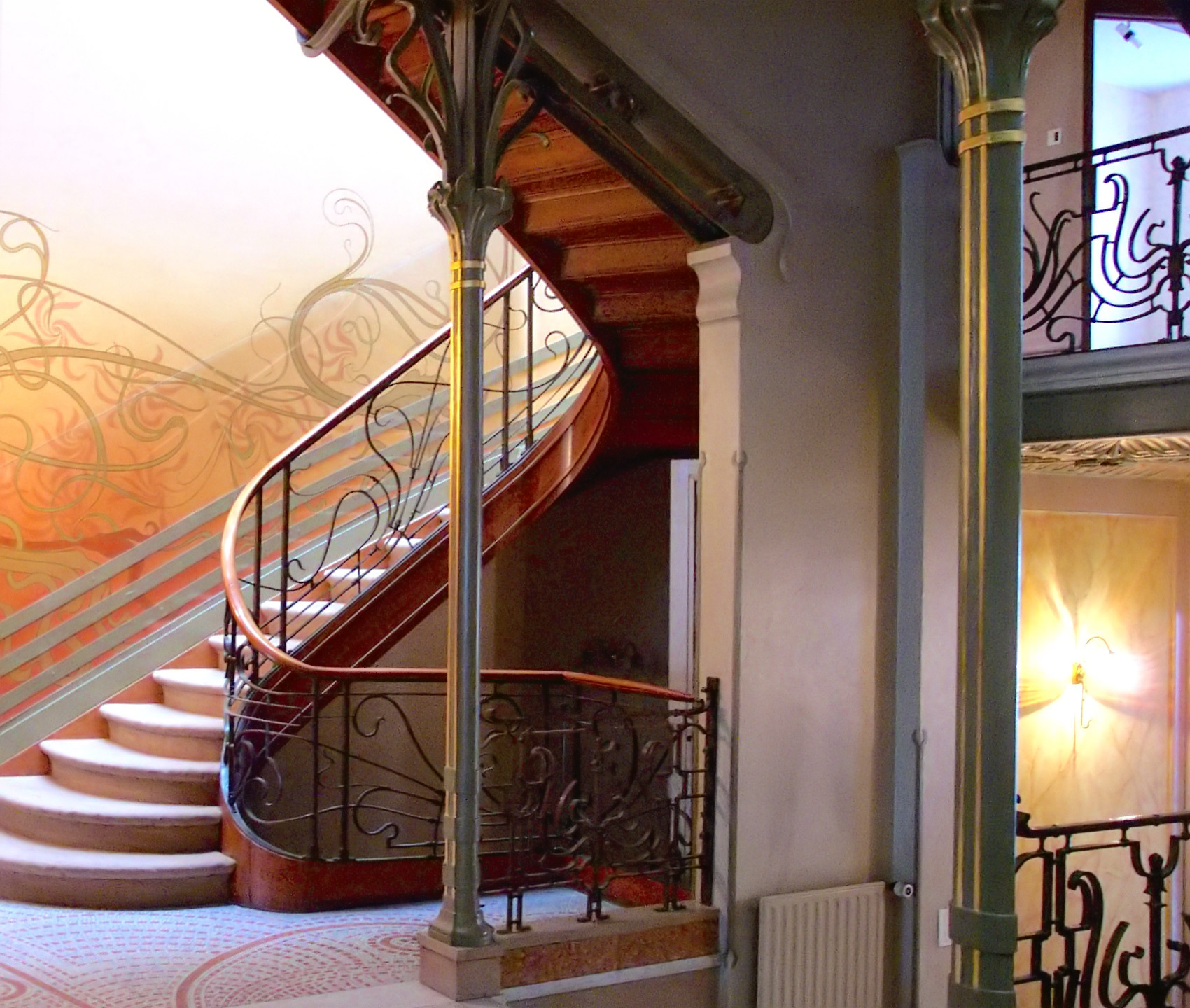
Schodiště v hotelu Tassel
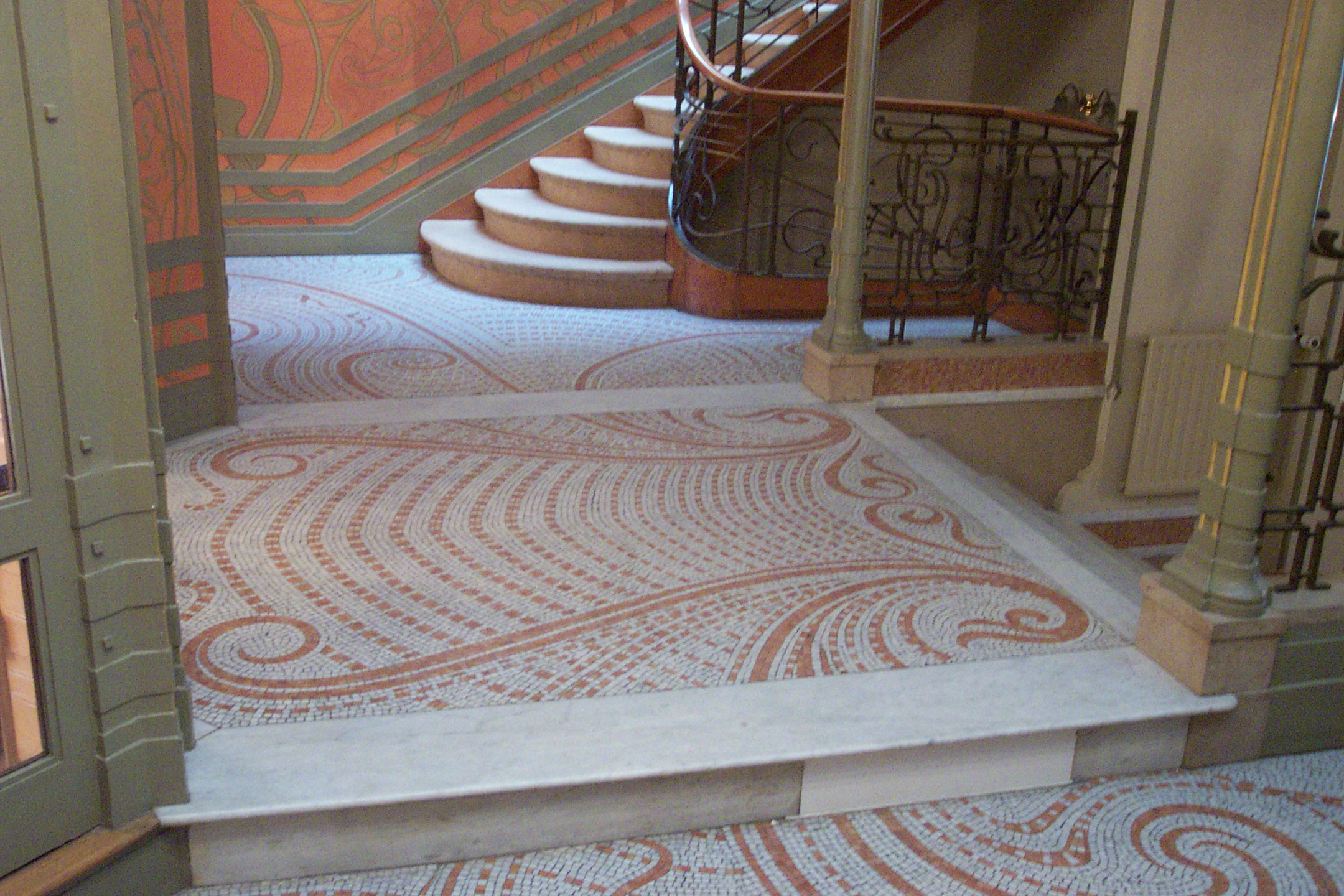
Podlaha v hotelu Tassel s charakteristickým vlnitým rostlinným vzorem

#### Další díla
Horta postavil několik dalších měšťanských domů v různých variantách tohoto stylu, z nichž každý má svůj vlastní originální charakter. Patří mezi ně Hôtel van Eetvelde (1895), Hôtel Winssinger (1895–1896), Hôtel Deprez-Van de Velde (1895–1896), Hôtel Solvay (1895–1900) a Hôtel Aubecq (1900), stejně jako jeho vlastní rezidence (1898–1901), která je dnes Hortovým muzeem. Stejnou originální kombinaci ocelové konstrukce, otevřeného půdorysu, střešních oken a funkčních prvků, bez dekorací a luxusních materiálů, použil i u několika větších budov, včetně sídla Belgické dělnické strany (POB/BWP) nebo Maison du Peuple/Volkshuis (postaveného v letech 1896–1899 a zbořeného v roce 1965). Navrhl také několik obchodních budov, včetně obchodního domu À L'Innovation (1901), který vyhořel v roce 1967, a také velkého obchodu s látkami Magasins Waucquez (1905), který je dnes muzeum belgického komiksu.
Přibližně po roce 1910 se secesní prvky z Hortovy tvorby postupně vytrácely, protože jeho styl se vyvíjel v kombinaci neoklasicismu a raného modernismu. K významným pozdějším stavbám patří Palais des beaux-arts de Bruxelles a bruselské centrální nádraží, které začal stavět v roce 1910 a na nichž pracoval ještě v době své smrti v roce 1947.

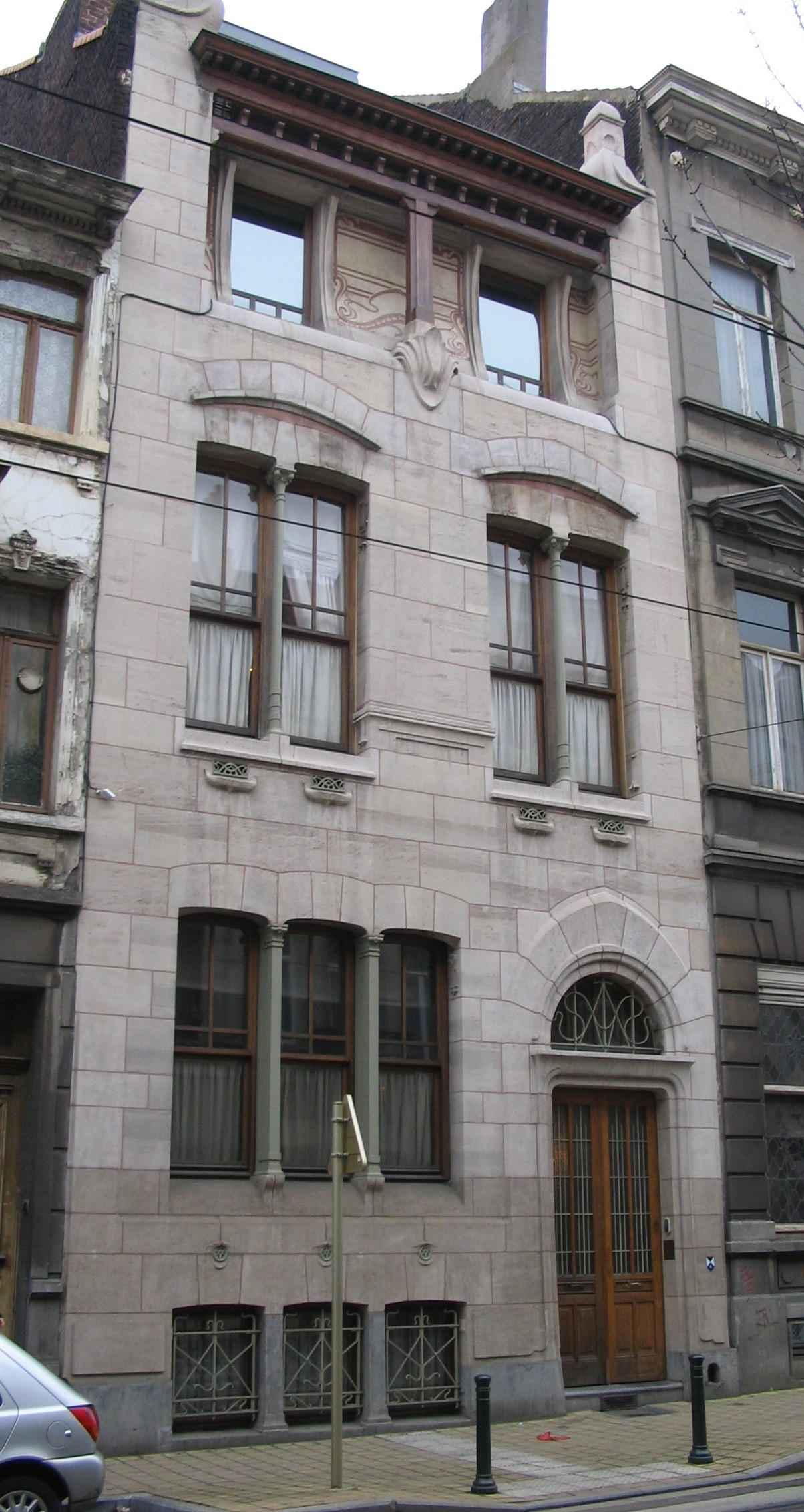
Maison Autrique od Victora Horty (1893)
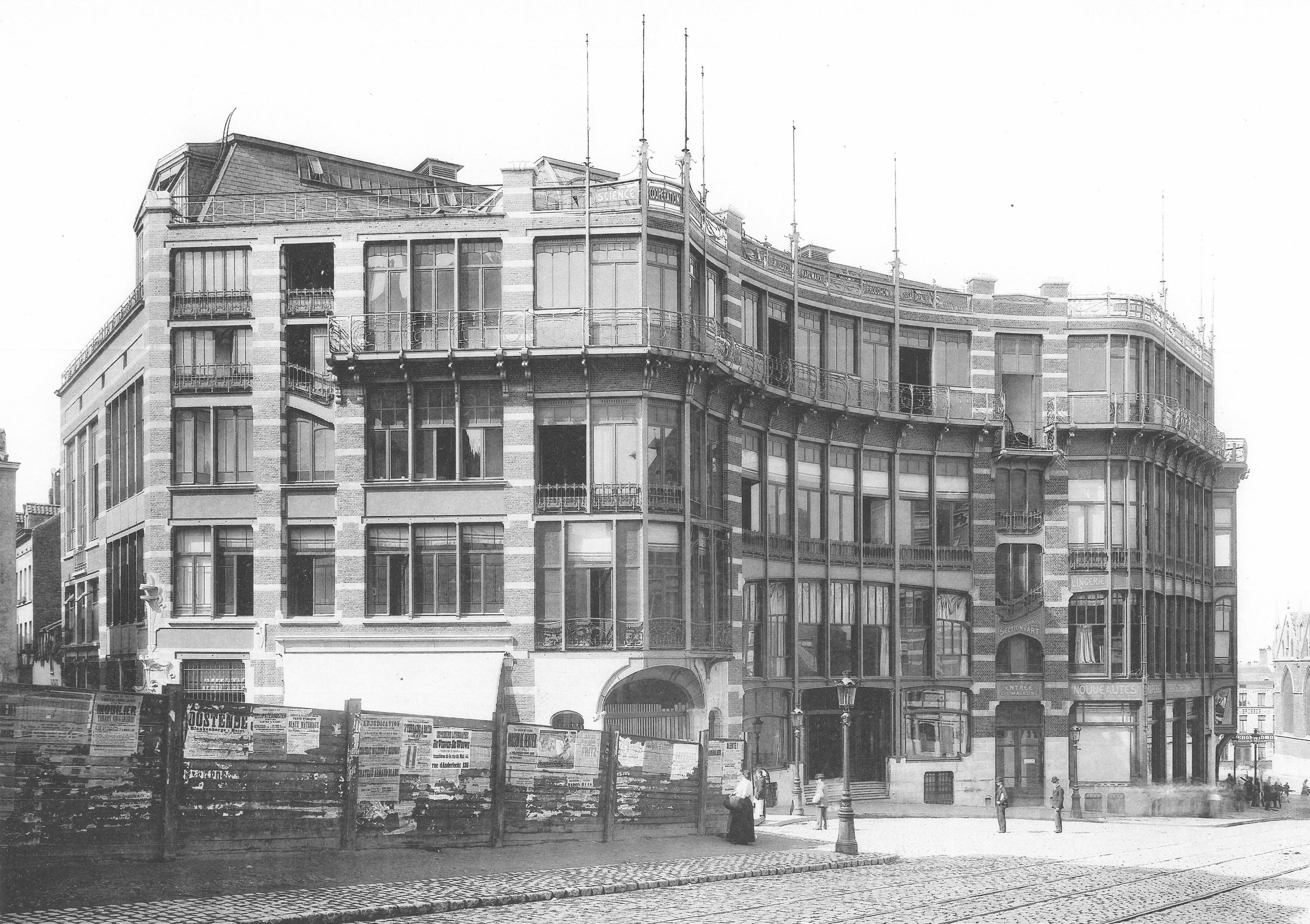
Fasáda Maison du Peuple/Volkshuis (1896–1899)
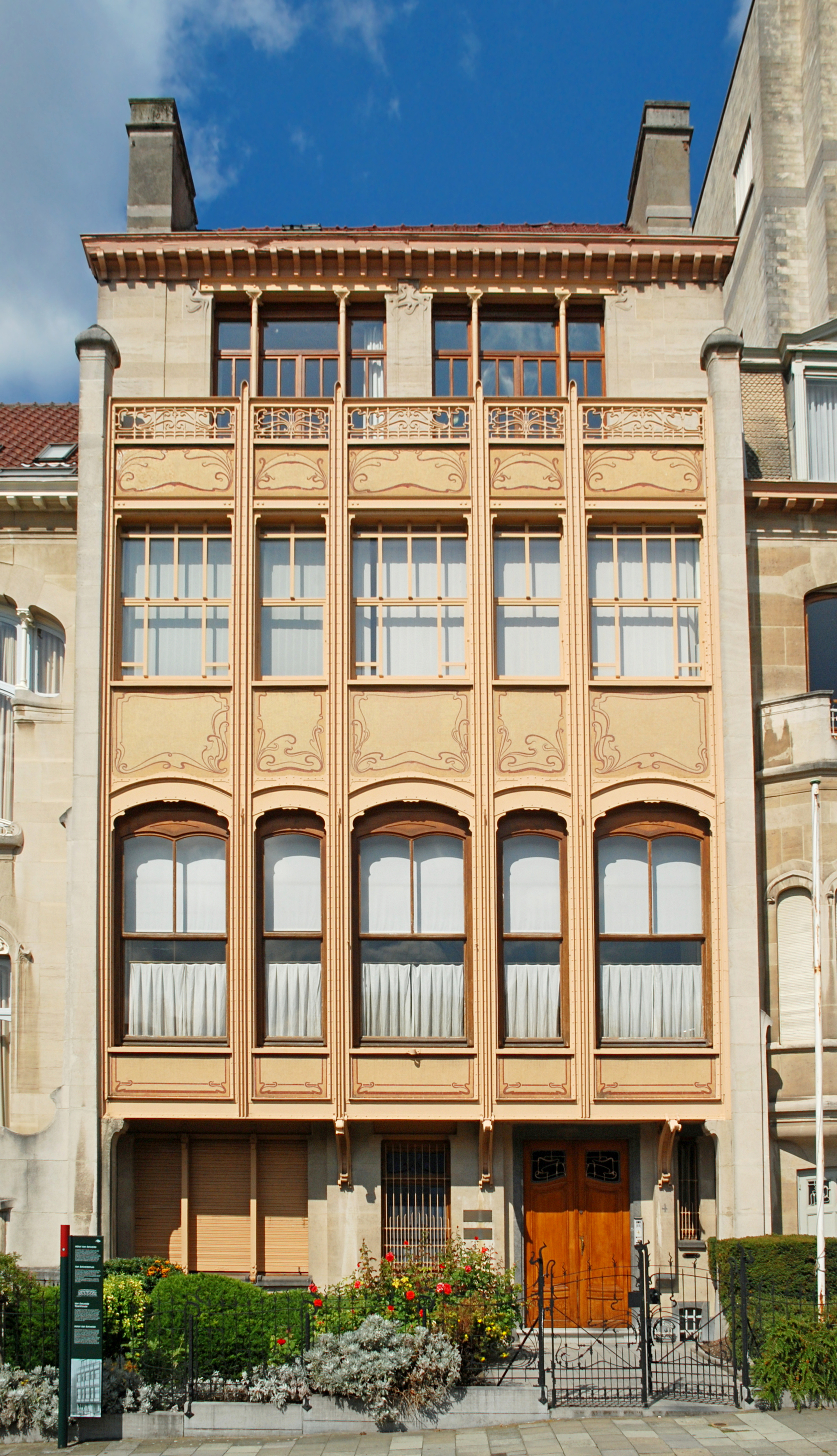
Hôtel van Eetvelde (1898–1900)
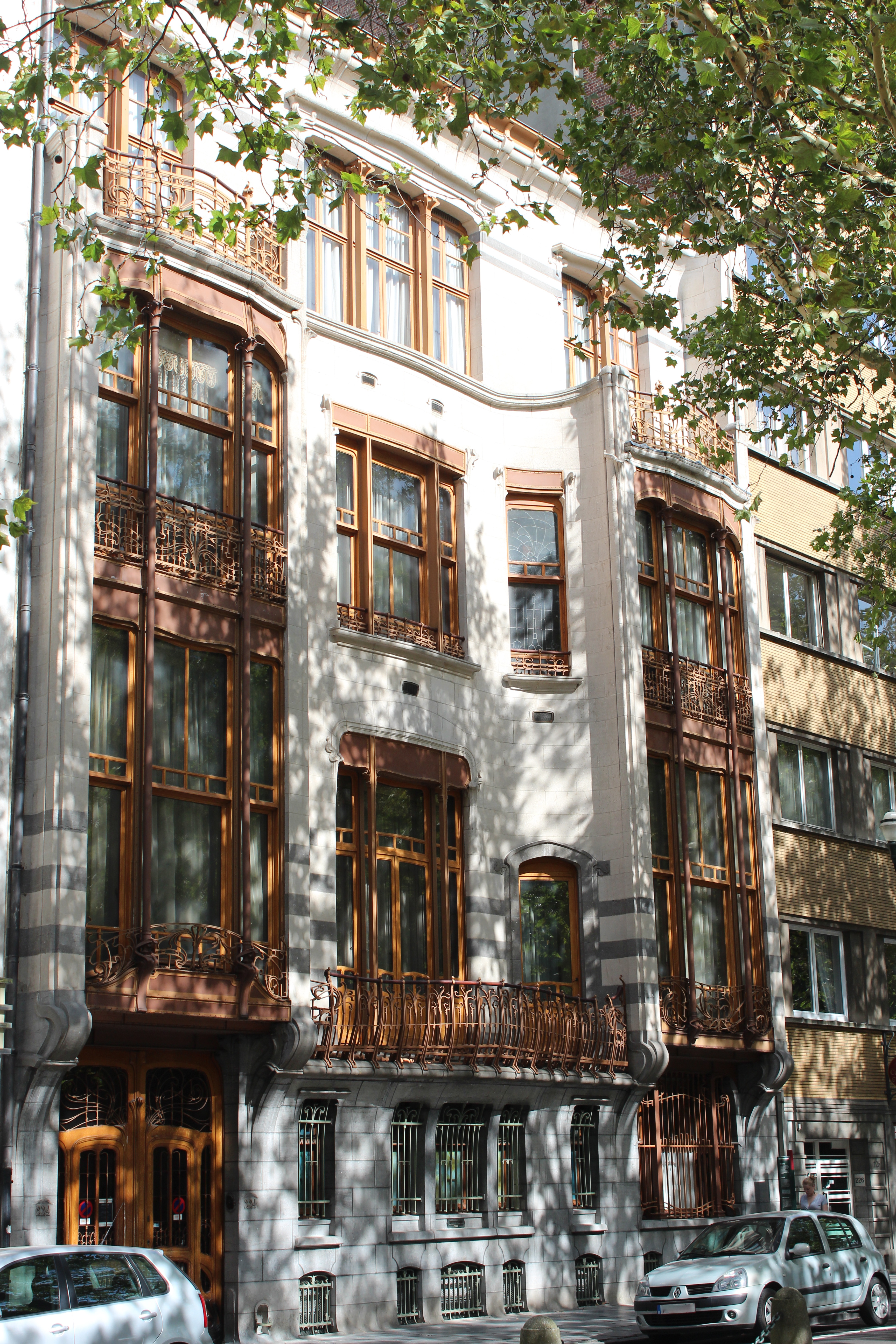
Hôtel Solvay (1895–1900)
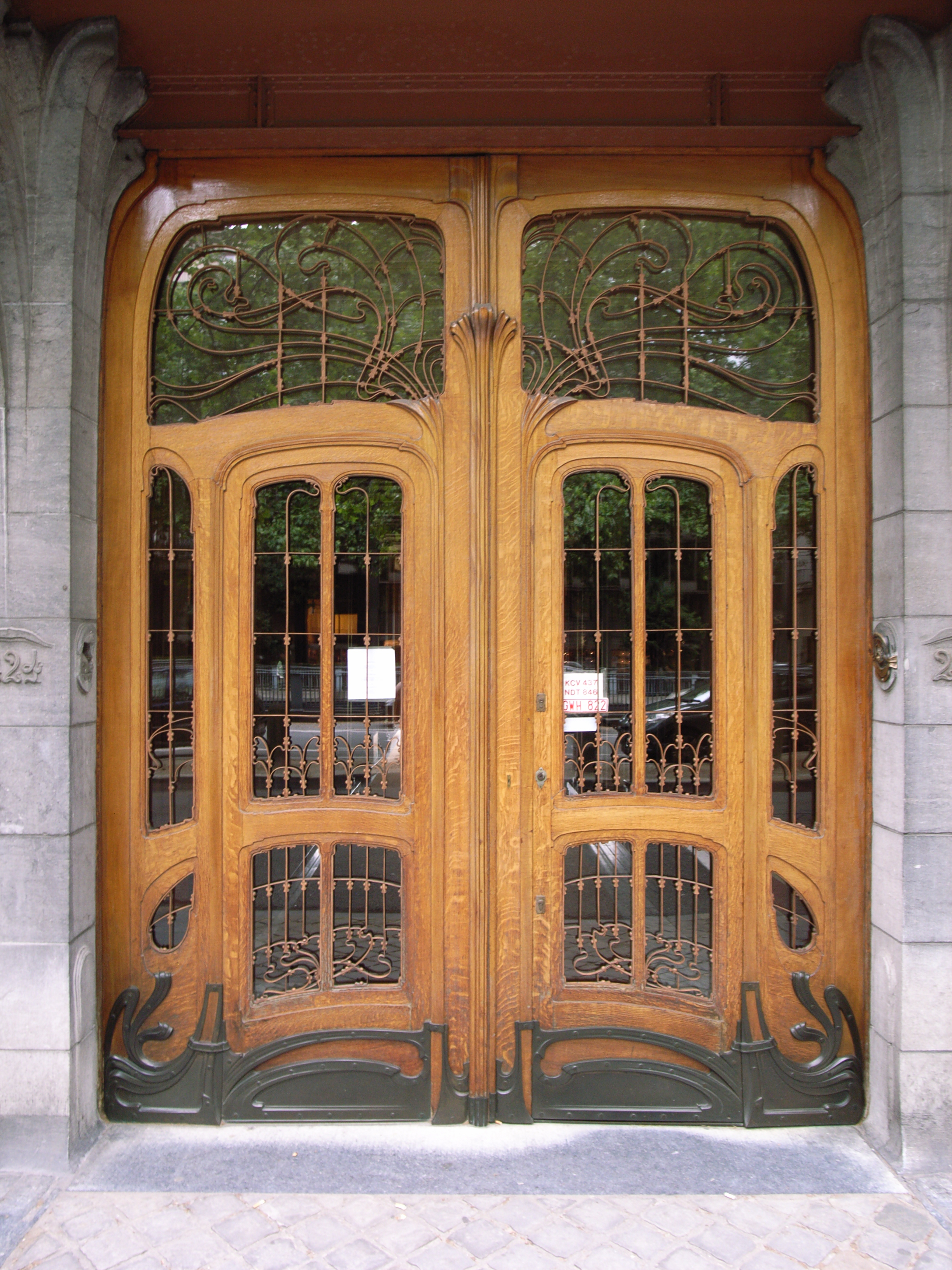
Vchod do hotelu Solvay
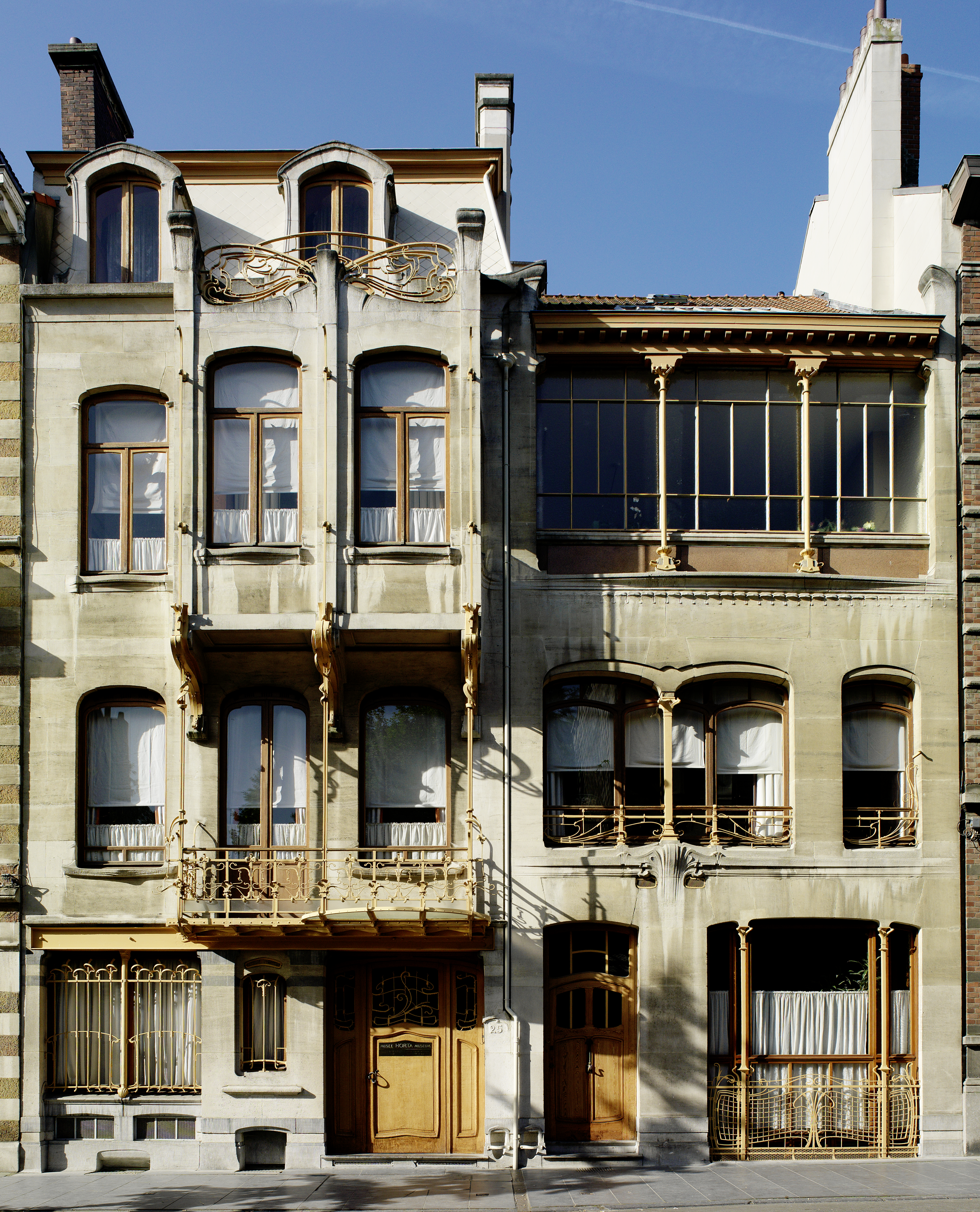
Hortův dům a ateliér, nyní Hortovo muzeum (1898–1901)
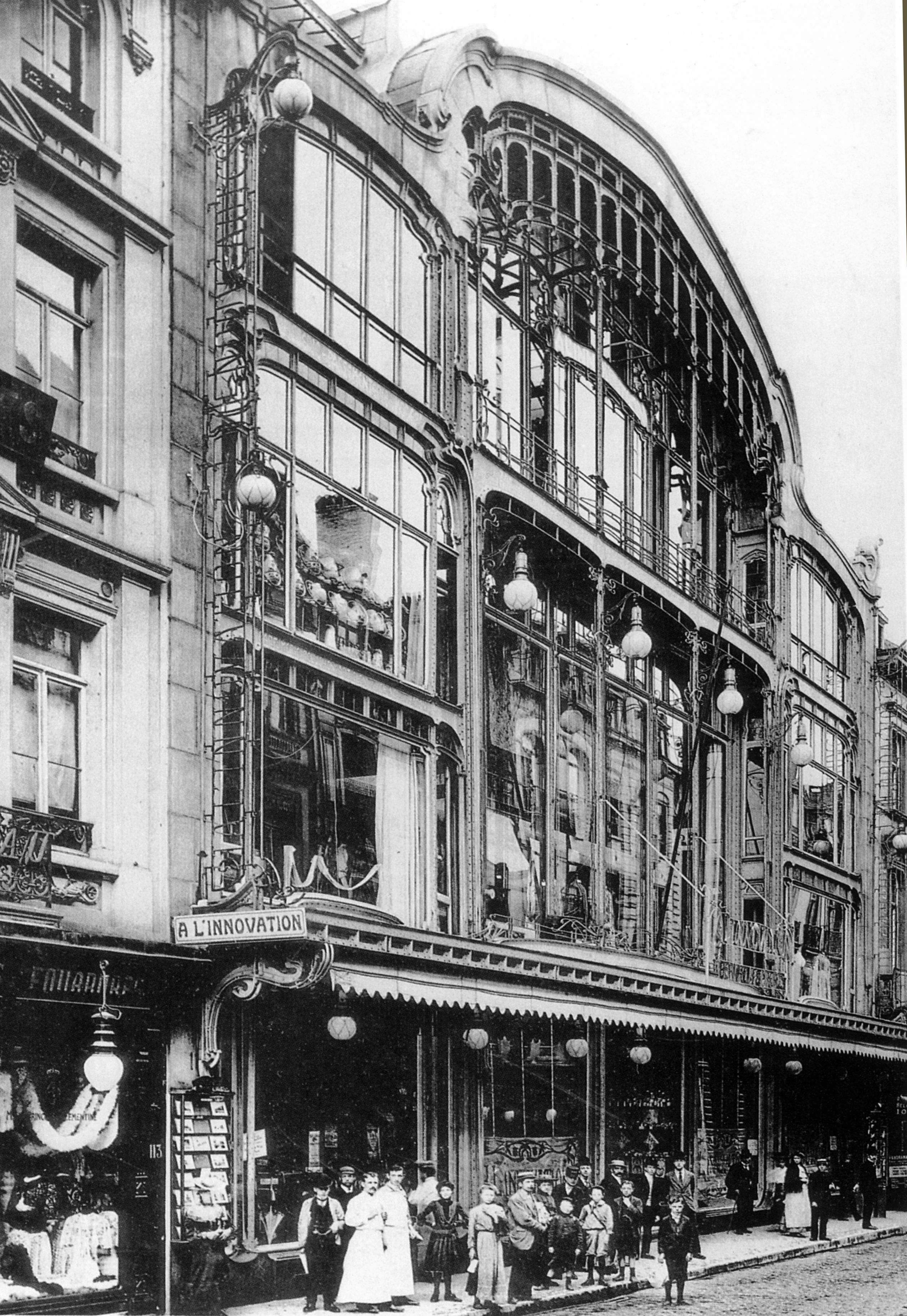
Obchodní dům À L'Innovation, krátce po otevření v roce 1901

### Henry Van de Velde

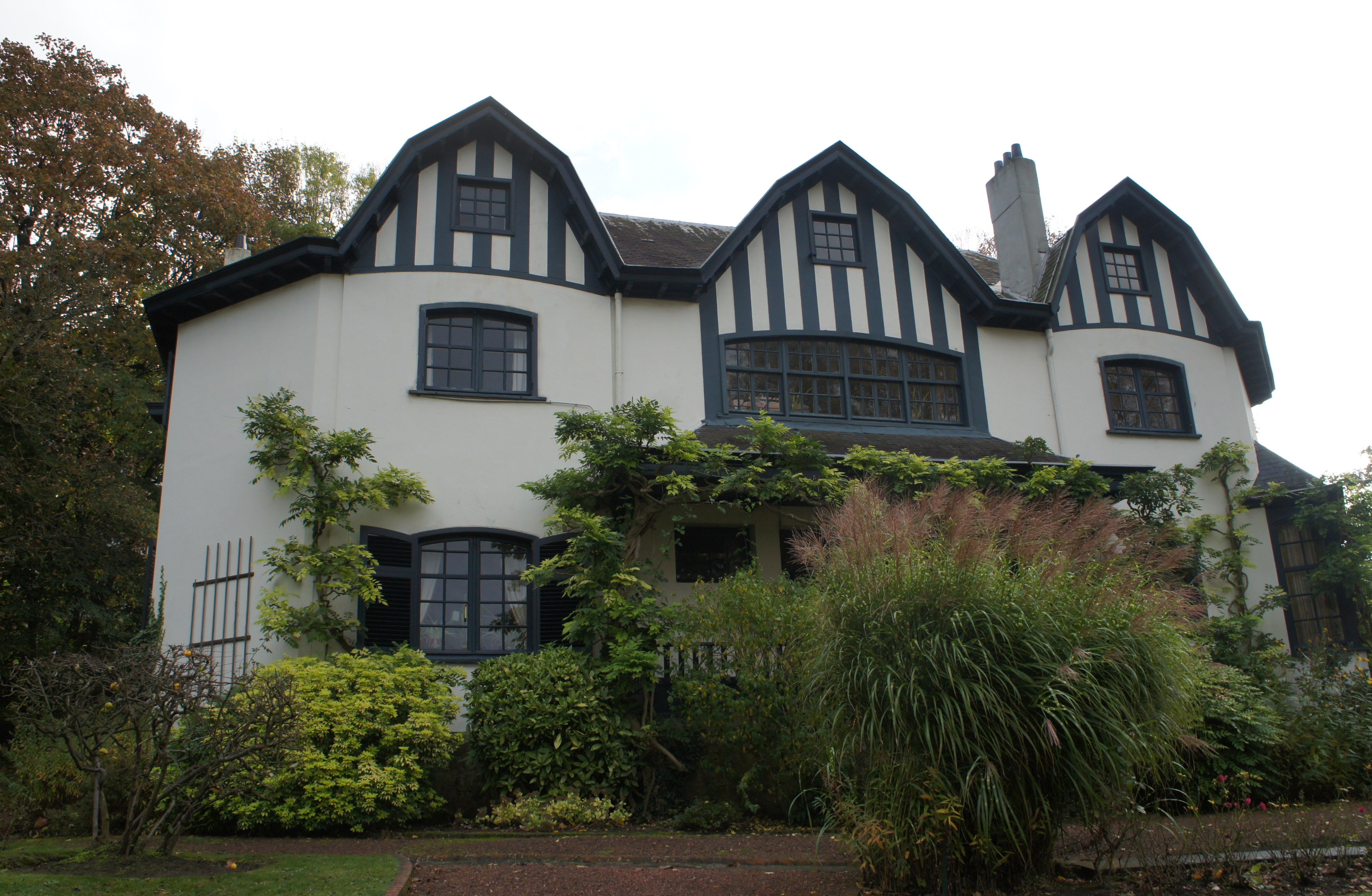
Vila Bloemenwerf, rezidence Henryho Van de Velde (1895)

Další významnou osobností bruselské secese byl Henry Van de Velde (1863–1957). Začínal jako student umění, hudby a literatury, ale v roce 1893 se pod vlivem britského textilního výtvarníka Williama Morrise, rozhodl věnovat spíše dekorativnímu než výtvarnému umění. V roce 1894 začal navrhovat nábytek a podle Morrisova Červeného domu navrhl vlastní dům Bloemenwerf v bruselské obci Uccle. Odmítal vliv přírody i historických slohů a navrhoval domy a dekorace čistě pro funkčnost. V roce 1906 odešel z Belgie do Výmaru (Německo), kde zahájil novou kariéru u německého Werkebundu. Po první světové válce strávené ve Švýcarsku se vrátil do Bruselu, kde v letech 1925–1935 vedl Vyšší školu dekorativních umění. V roce 1947 se usadil ve Švýcarsku, kde v roce 1957 zemřel.

### Josef Hoffmann a palác Stoclet (1905–1911)
V Bruselu se nachází nejstarší secesní domy a také nejlepší příklad pozdně secesního nebo vídeňského secesního domu – palác Stoclet (1905–1911) od Josefa Hoffmanna v obci Woluwe-Saint-Pierre. Tato stavba nemá s prvními secesními domy prakticky nic společného, kromě jisté odvahy a ochoty porušit všechna pravidla předchozích stylů. Byla postavena pro bruselského bankéře a sběratele umění Adolpha Stocleta, který se s Hoffmannem setkal ve Vídni a byl jeho dílem ohromen. Exteriér paláce je sestaven z velkých mramorových kvádrů, které jsou seskupeny do věže. Jedinou výzdobou exteriéru je drobné sochařské dílo od Franze Metznera nad vchodem a úzké stylizované pásy soch zdůrazňující horizontální a vertikální hrany kvádrů.
Interiér je mnohem honosnější, s množstvím rozmanitých kamenů a dřev, ale je také nepřetržitě geometrický. Nejznámějším prvkem je keramický vlys v jídelně od rakouského symbolistického malíře Gustava Klimta. Dům byl v roce 2009 zapsán na seznam světového dědictví UNESCO.

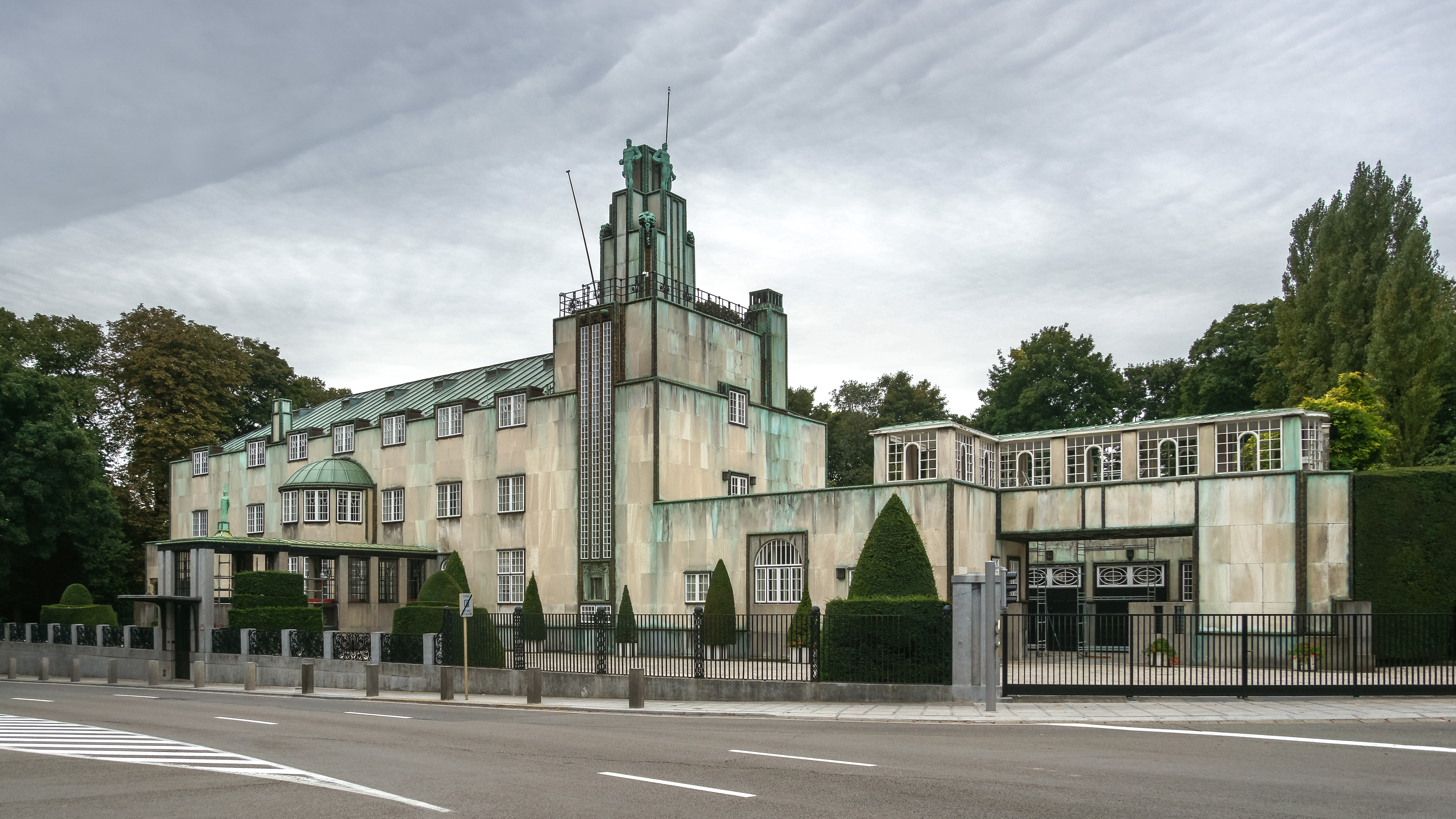
Palác Stoclet (1905–1911)
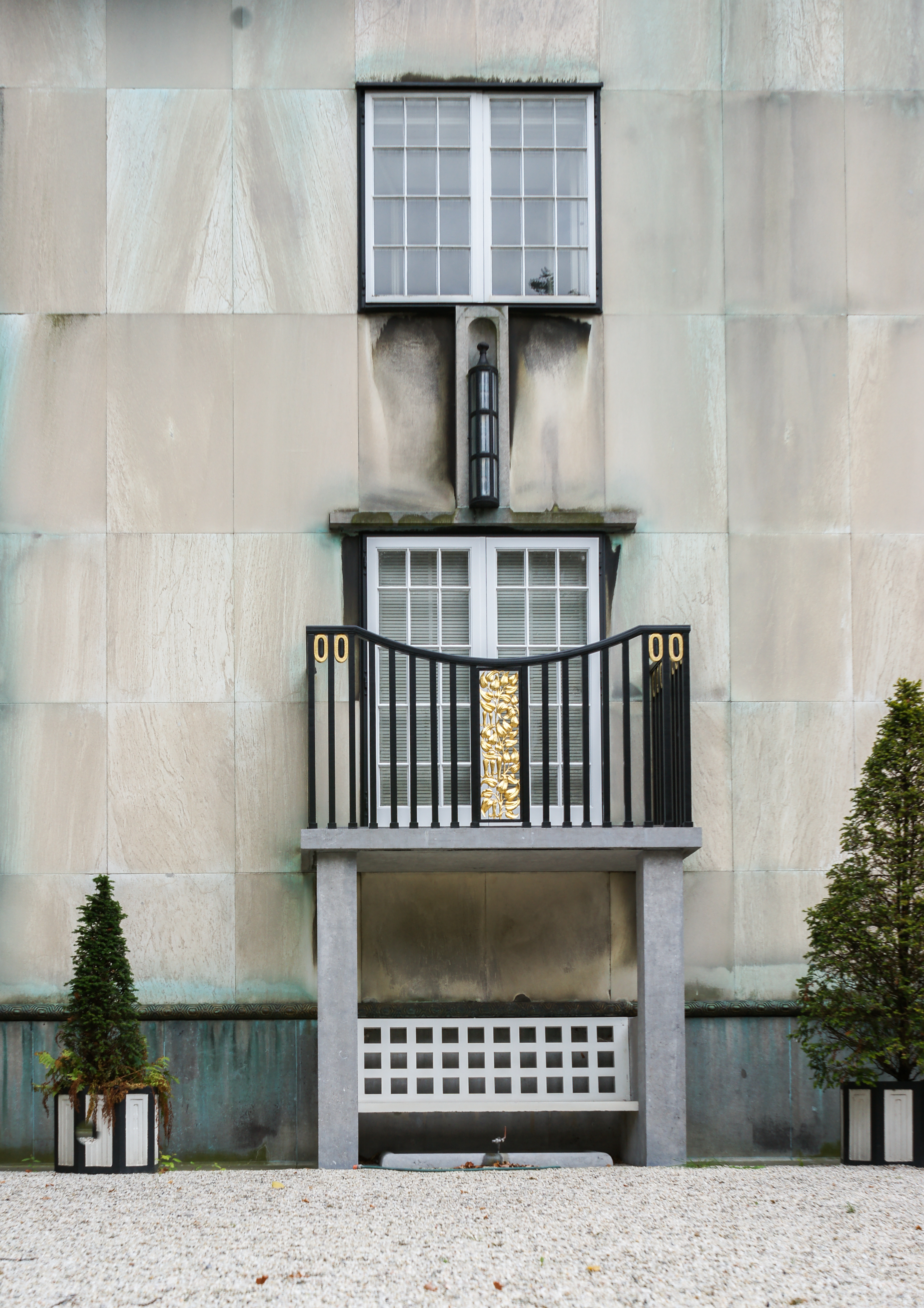
Okna paláce Stoclet
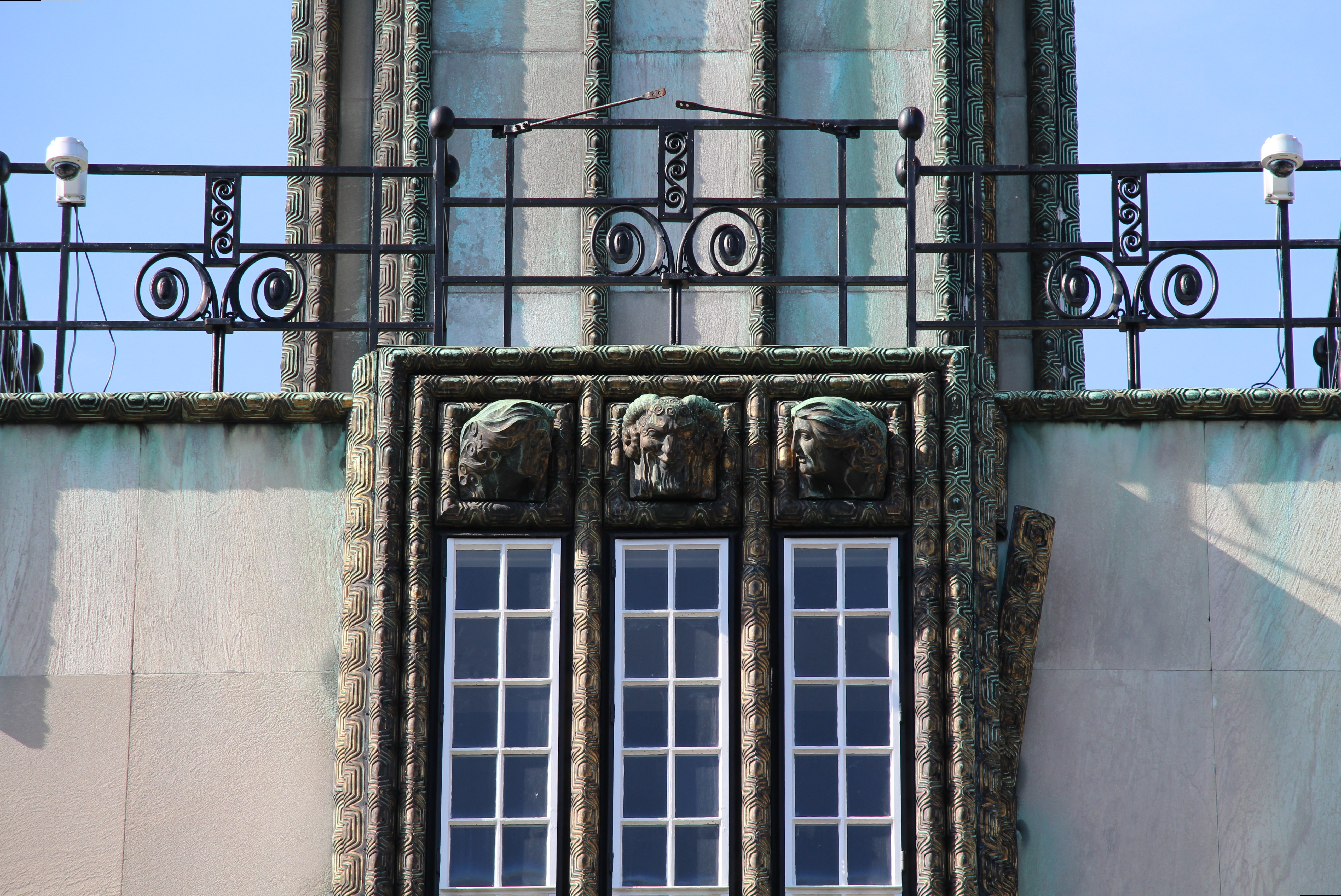
Detail na fasádě vytvořený z železobetonu pokrytým mramorovými deskami
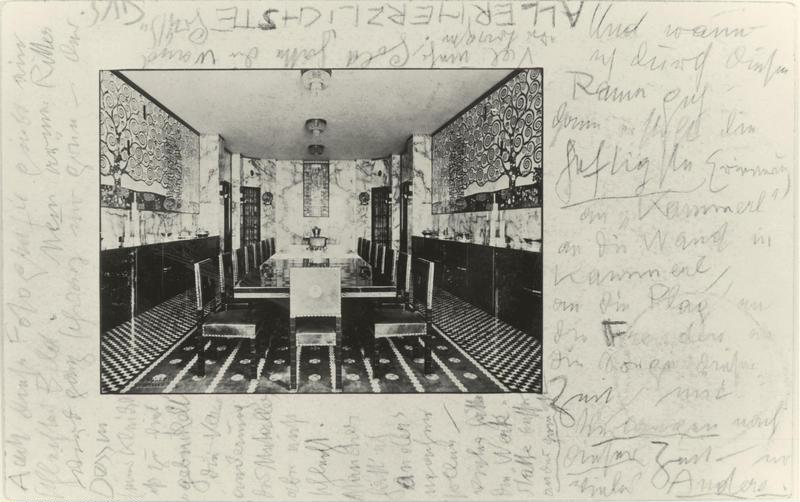
Fotografie jídelny paláce Stoclet s nábytkem od Hoffmanna a keramickým vlysem od Gustava Klimta

### Další významní bruselští architekti
Mezi další významné secesní architekty v Bruselu patří:
- Paul Saintenoy (1862–1952), adaptoval mnoho prvků zavedených Hortou, včetně štíhlých železných sloupů, obloukových oken a balustrád s vlnitými liniemi. Jeho nejznámějším dílem je bývalý obchodní dům Old England (1898–1899) na ulici Montagne de la Cour/Hofberg v centru Bruselu, kde je dnes Muzeum hudebních nástrojů (MIM). Vyznačuje se přirozeným světlem, bohatou výzdobou z železných mříží a keramických dlaždic a otevřeným půdorysem. V roce 1899 také dokončil první bytový dům v Bruselu postavený ze železobetonu.
- Léon Sneyers (1877–1958), který se vyučil u Hankara, a poté se stal jeho spolupracovníkem. Pracoval zejména na belgické části na turínské výstavě dekorativních umění v roce 1902, která přiblížila belgický design širšímu evropskému publiku. Navrhl mnoho expozic pro výstavy po celé Evropě. Přitahoval ho styl Wiener Werkstätte a vedl galerii, která v Bruselu propagovala jejich výrobky.
- Gustave Strauven (1878–1919), začal svou kariéru jako asistent designéra u Horty, než si v jednadvaceti letech založil vlastní praxi a vytvořil některé z nejextravagantnějších secesních staveb v Bruselu. Jeho nejslavnějším dílem je dům Saint-Cyr na náměstí Ambiorix/Ambiorixsquare 11 (1901–1903). Dům je široký pouhé 4 metry, ale jeho důmyslné architektonické invence mu dodávají mimořádnou výšku. Je celý obložen polychromovanými cihlami a sítí kroucených rostlinných forem z tepaného železa, prakticky v secesně-barokním stylu.
- Paul Cauchie (1875–1952), byl architekt, dekoratér, malíř, návrhář nábytku a specialista na sgrafita. V roce 1896 založil v Bruselu vlastní podnik na výzdobu domů touto technikou, která byla hojně využívána v období secese. V roce 1905 navrhl vlastní dům na adrese rue des Francs/Frankenstraat 5, jehož fasáda byla téměř celá pokryta sgrafity. Interiér také vyzdobil vlysy, nábytkem a truhlářskými výrobky, které sám navrhl.

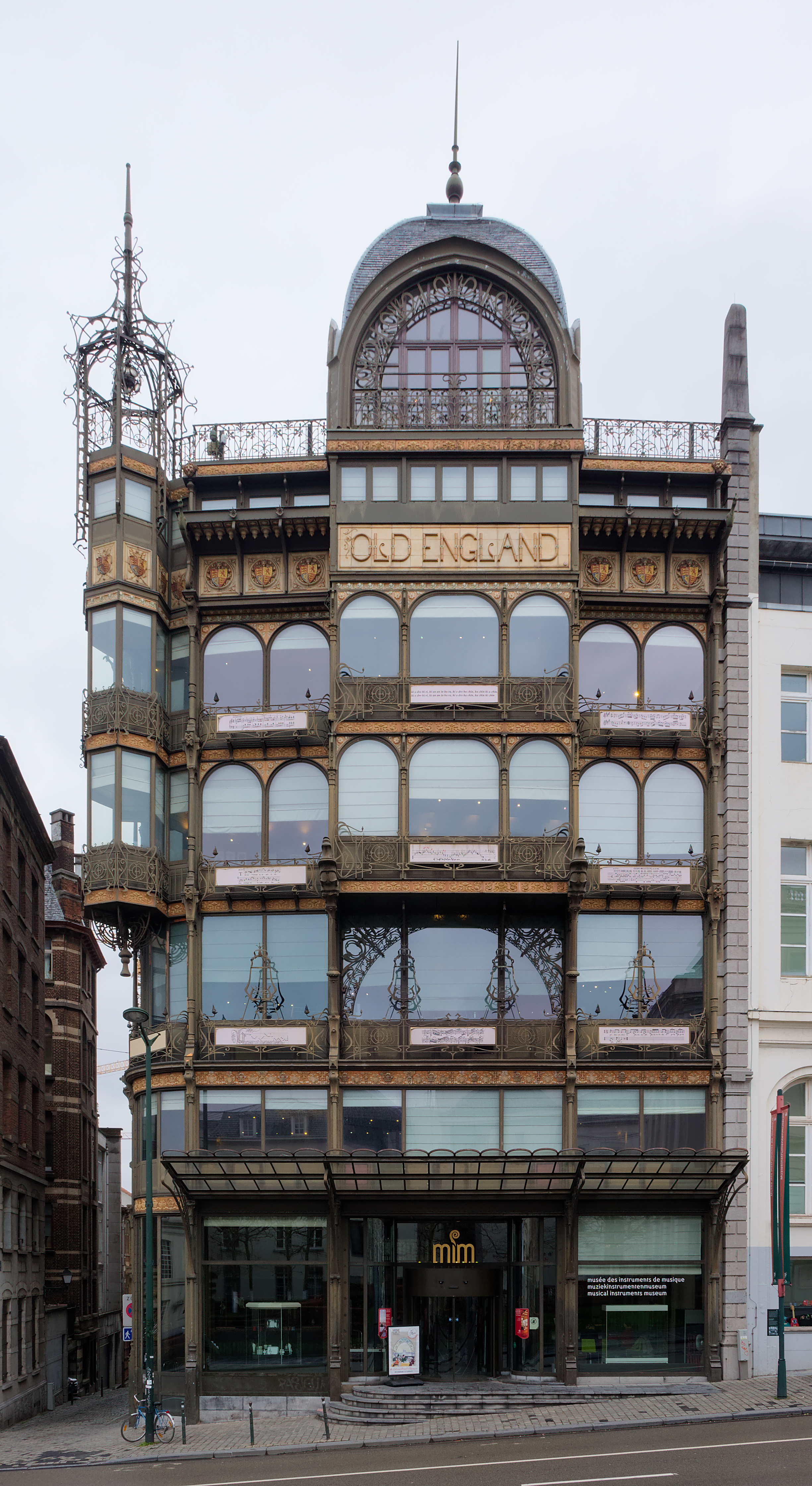
Bývalý obchodní dům Old England od Paula Saintenoye (1898–1899)
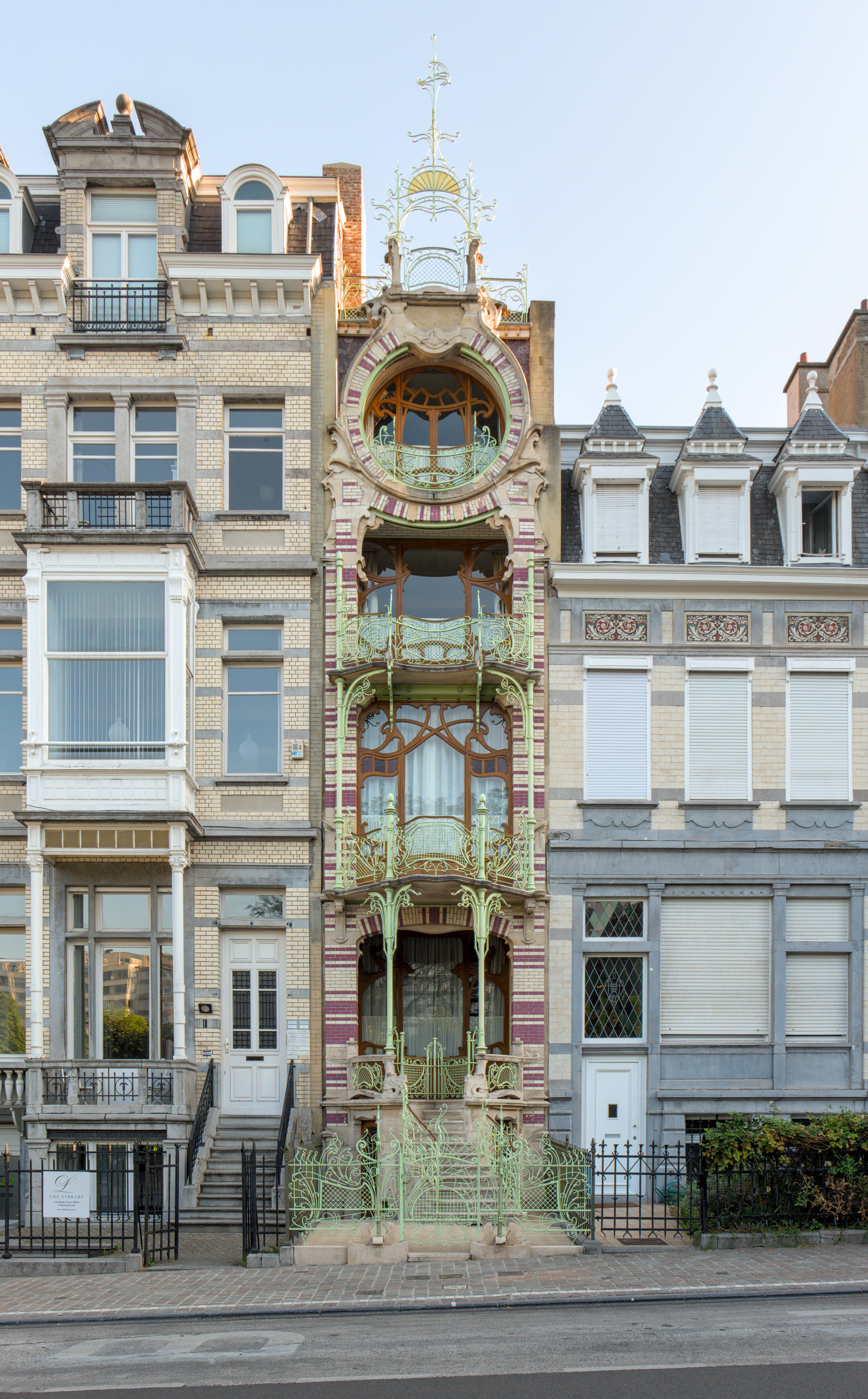
Maison Saint-Cyr od Gustava Strauvena (1901–1903)
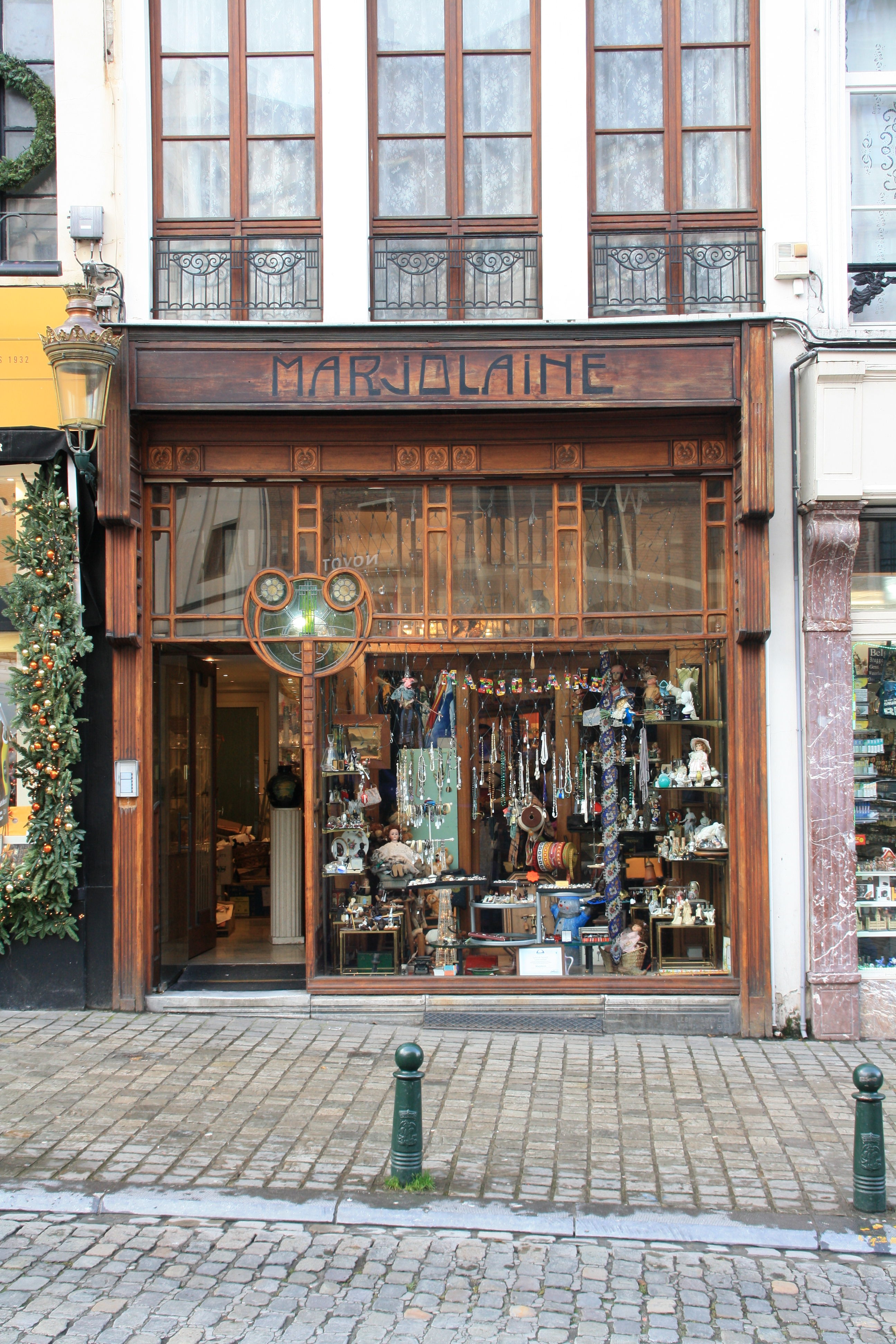
Výkladec obchodu La Marjolaine storefront, který navrhl Léon Sneyers (1904)
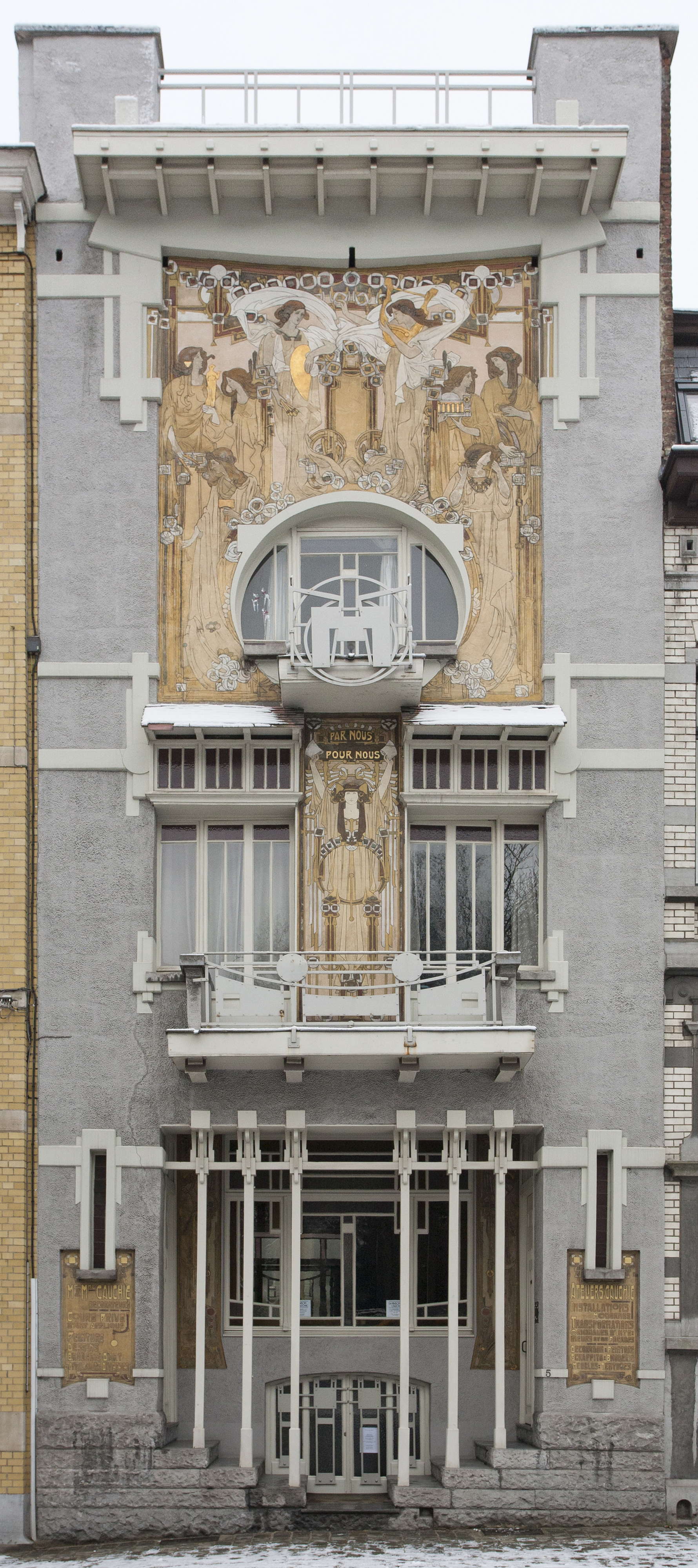
Dům architekta Paula Cauchieho se sgrafitovou výzdobou (1905)
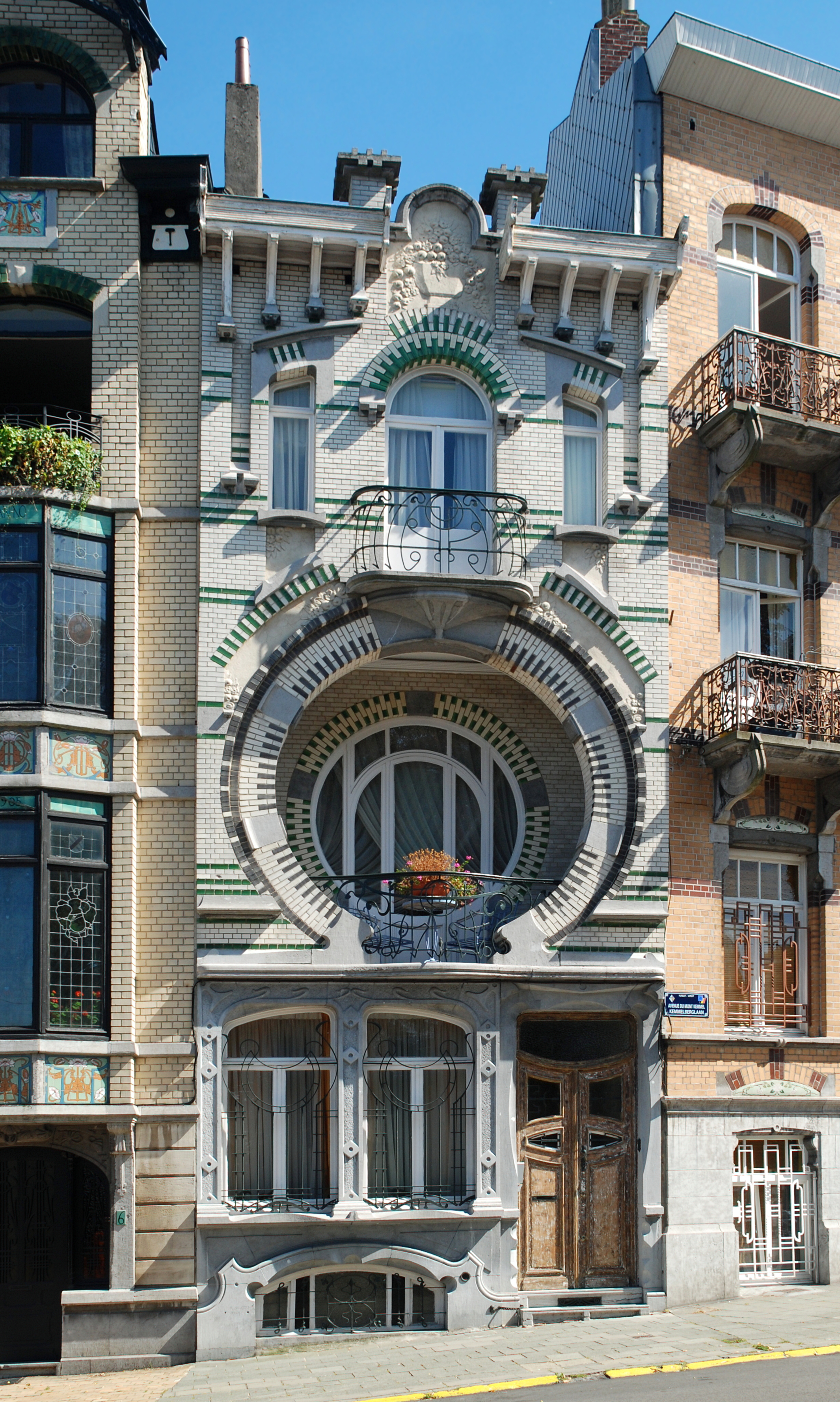
Vila Beau-Site, dům architekta Arthura Nelissena (1905)
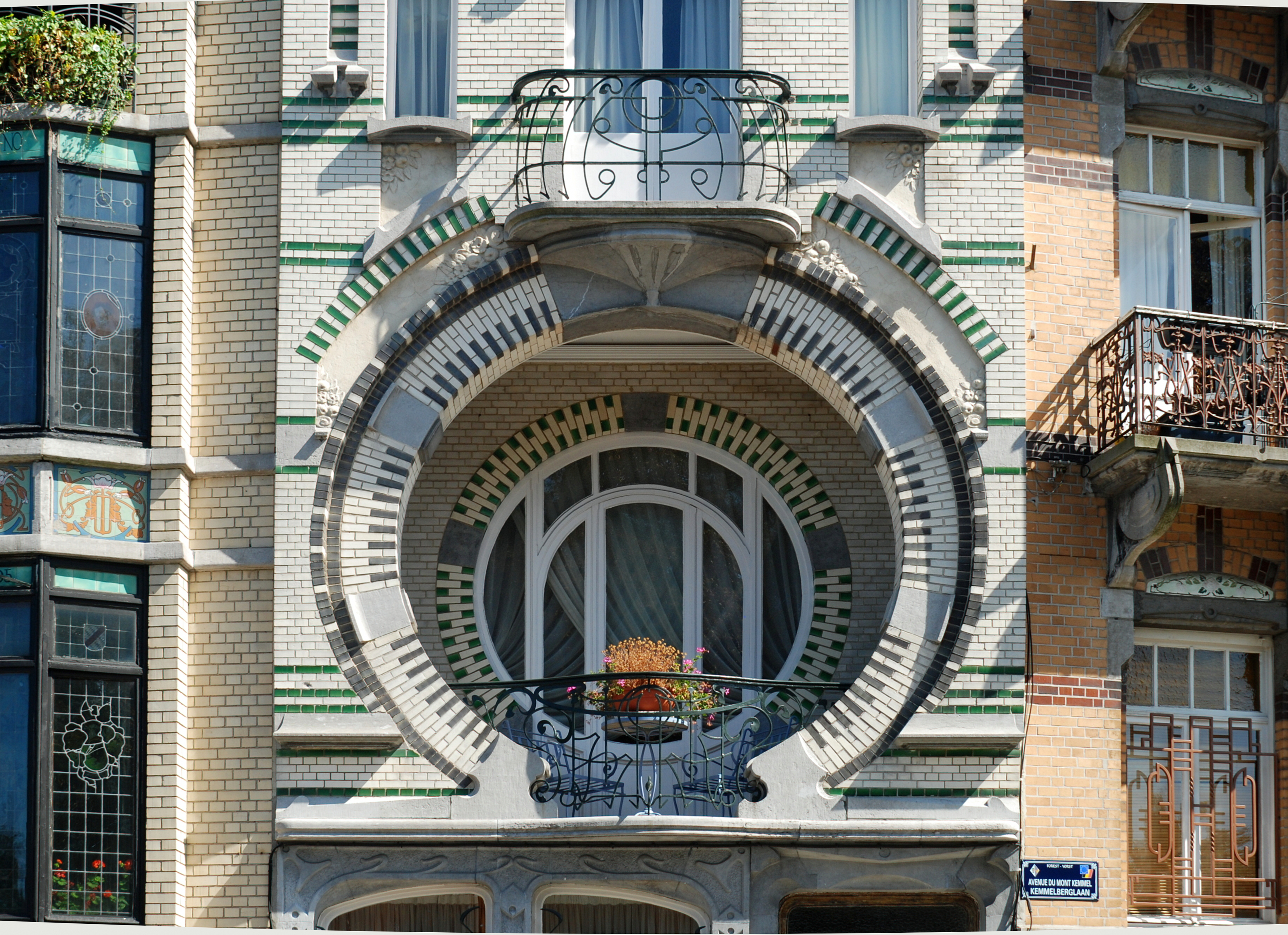
Arkýřové okno v prvním patře vily Beau-Site
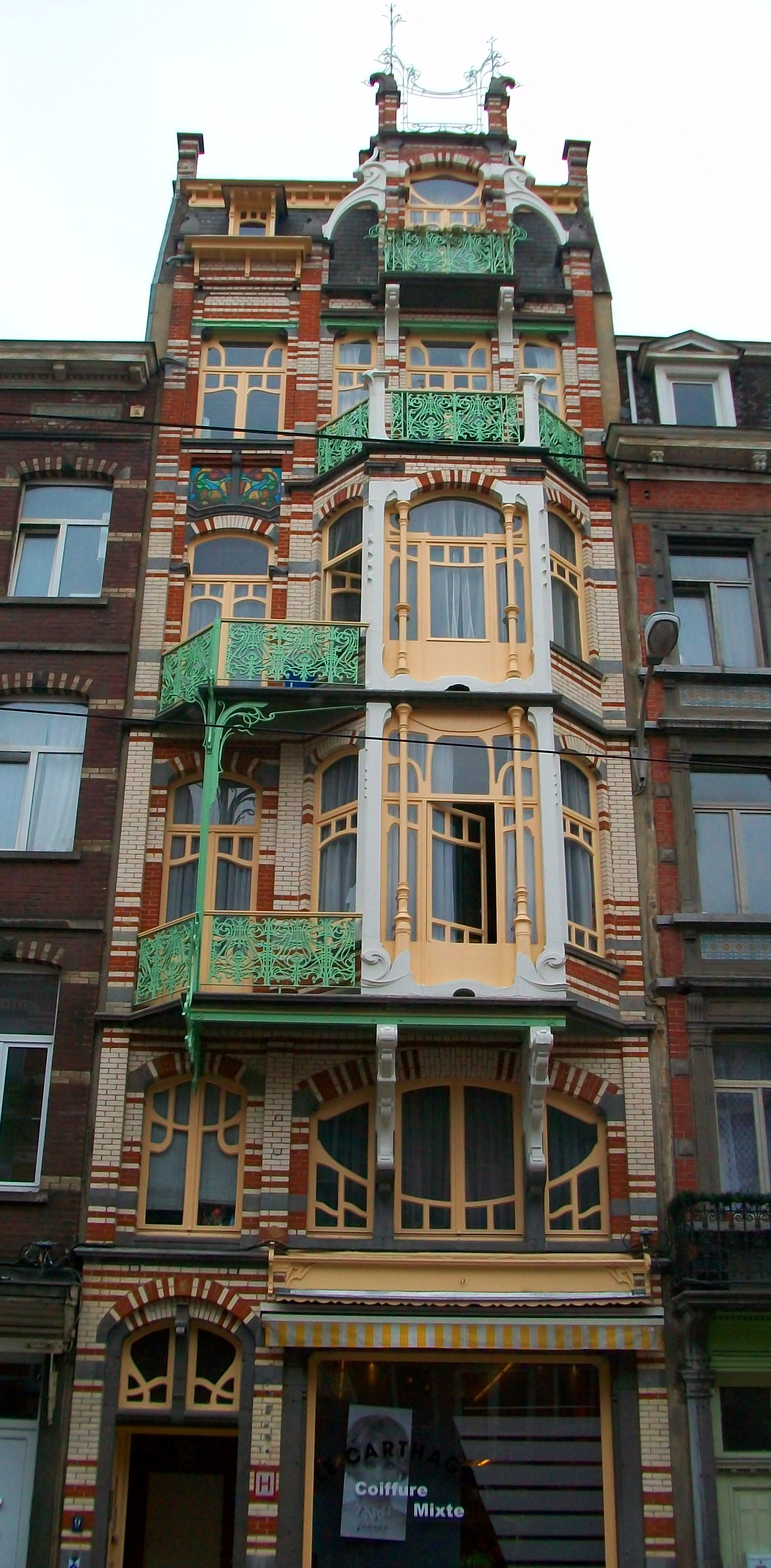
Asymetrická fasáda se zakřivenými liniemi budovy De Beck od Strauvena (1905)

## Malba a sgrafita
Zvláštním aspektem bruselské secese bylo používání sgrafita pro výzdobu exteriérů a interiérů. Tuto renesanční techniku na fasádách domů používal zejména architekt Paul Hankar. Umělec-dekoratér Paul Cauchie navrhl sgrafito na fasádě vlastního domu, stejně jako malíř Albert Ciamberlani.

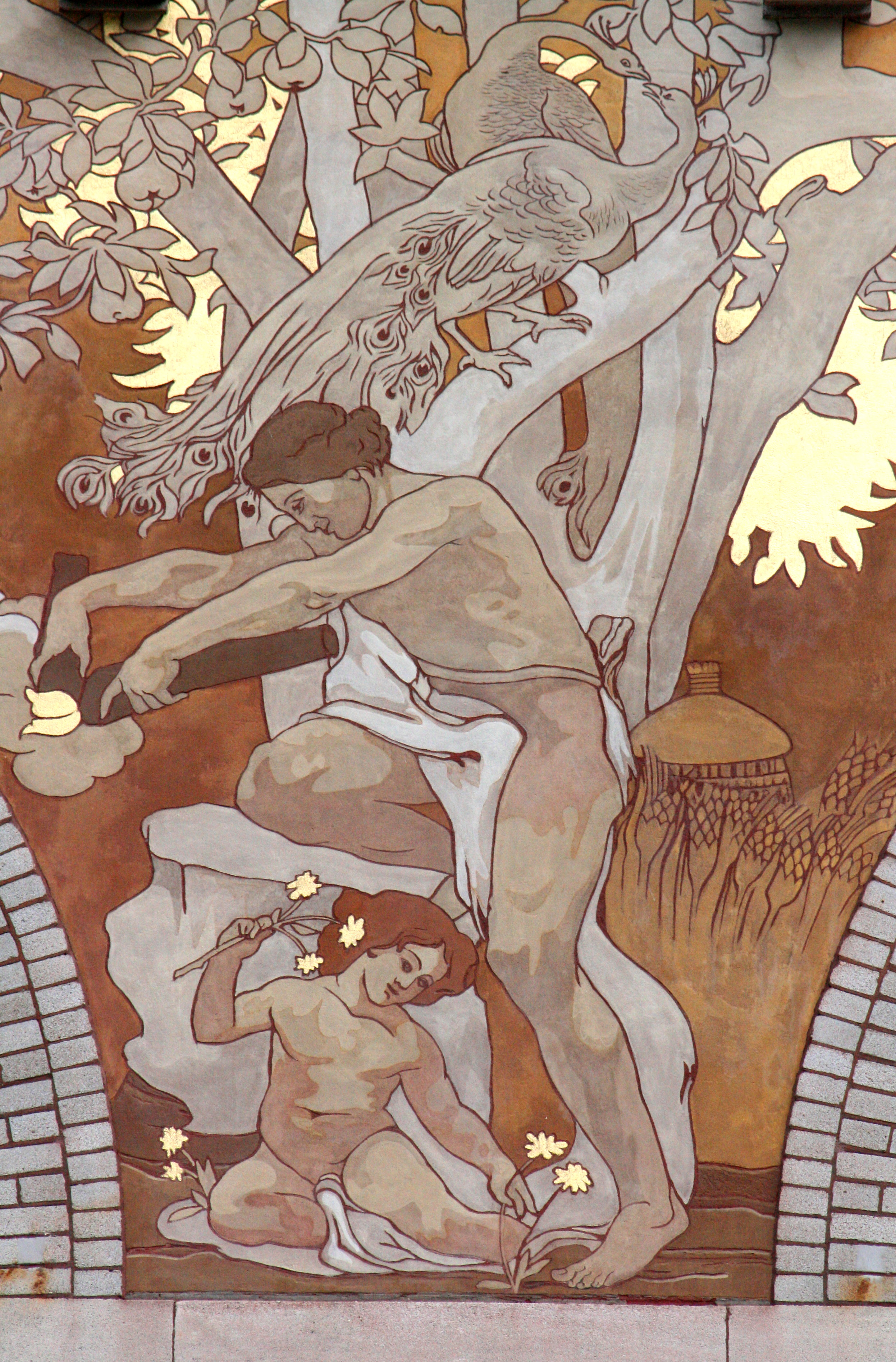
Sgrafito od Alberta Ciamberlaniho v rezidenci na Rue Defacqz/Defacqzstraat (1897–98)
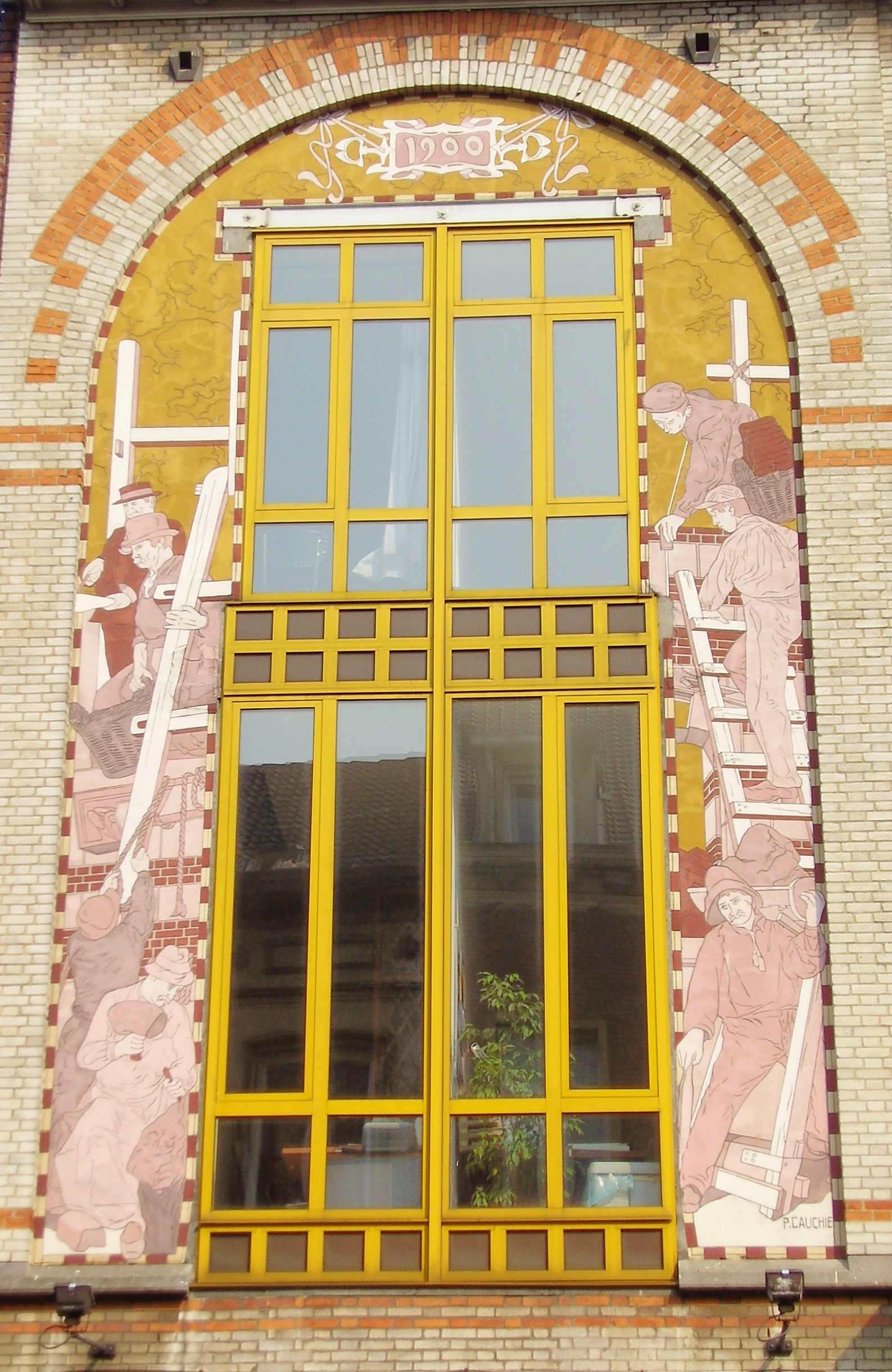
Sgrafitová výzdba od Cauchieho na Rue Malibran/Malibranstraat (1900)
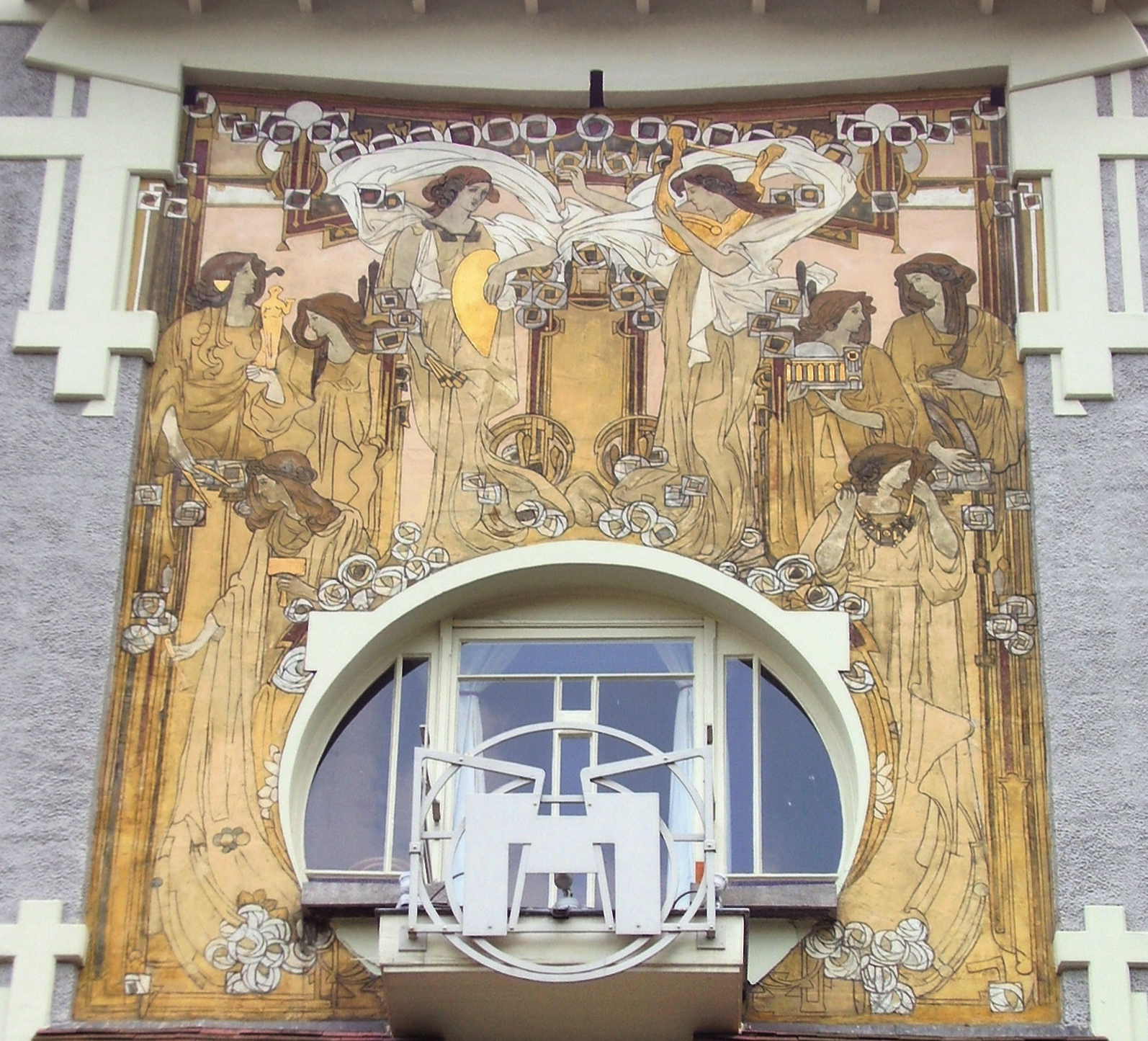
Sgrafito od Cauchieho na jeho rezidenci a studiu (1905)
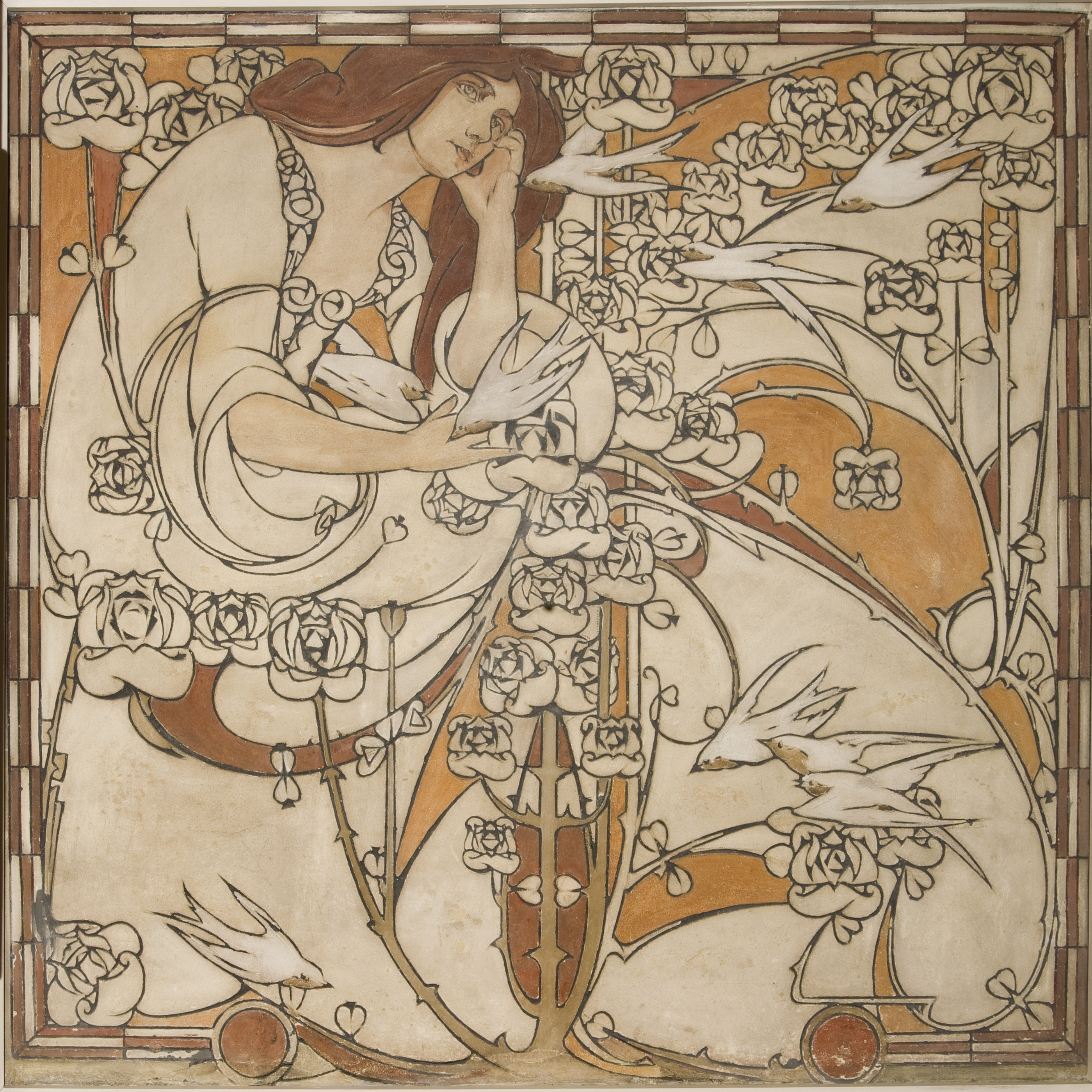
Sgrafito od Cauchieho na jeho domě
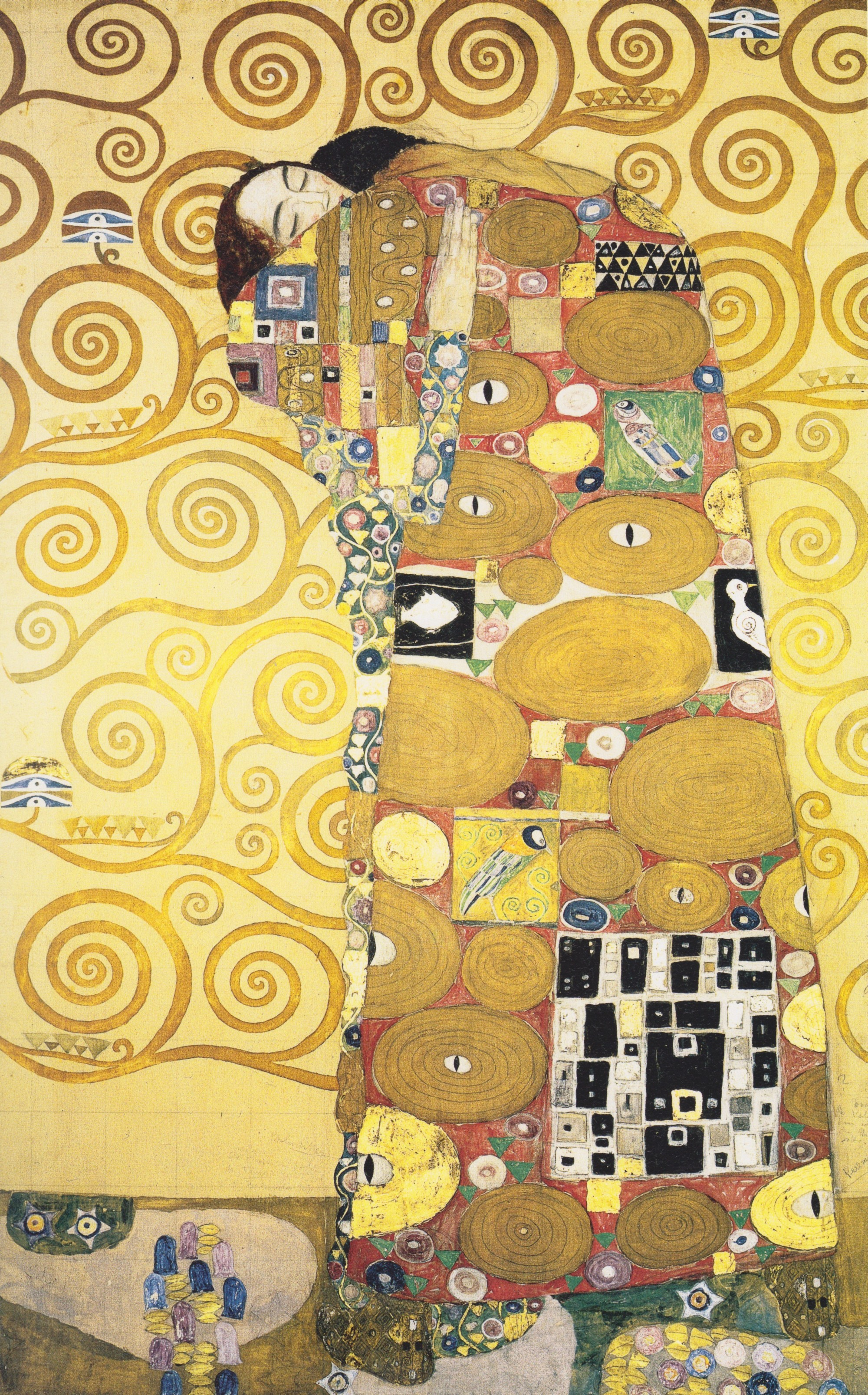
Přípravná malba pro jídelnu paláce Stoclet od Gustava Klimta (1905–1911)

## Sklo
Sklo bylo médiem, v němž secese našla nové a rozmanité způsoby vyjádření. Intenzivně se experimentovalo s hledáním nových efektů průhlednosti a opacity: v rytí kamejí, dvojitých vrstvách a kyselém rytí, což byla technika umožňující výrobu v sériích. Jedním z průkopníků tohoto stylu byl Philippe Wolfers (1858–1929), jehož obchod se nacházel v Bruselu. Vytvářel nejen vázy v organických a květinových formách, ale také šperky, bronzy, svítidla, skleněné výrobky a další dekorativní předměty, vyráběné převážně pro přední belgickou sklárnu Val Saint Lambert. Wolfers se proslavil zejména tvorbou symbolistního skla, často s připojeným kovovým dekorem.
Dalším rysem bruselské secese bylo používání vitráží s tímto stylem květinových motivů v obytných salonech. Victor Horta používal vitráže v kombinaci s keramikou, dřevem a železnou výzdobou s podobnými motivy, aby vytvořil harmonii mezi funkčními prvky a výzdobou a vytvořil tak jednotné umělecké dílo neboli Gesamtkunstwerk. Příkladem je vitrážové okno ve dveřích hotelu Hôtel van Eetvelde (1895).

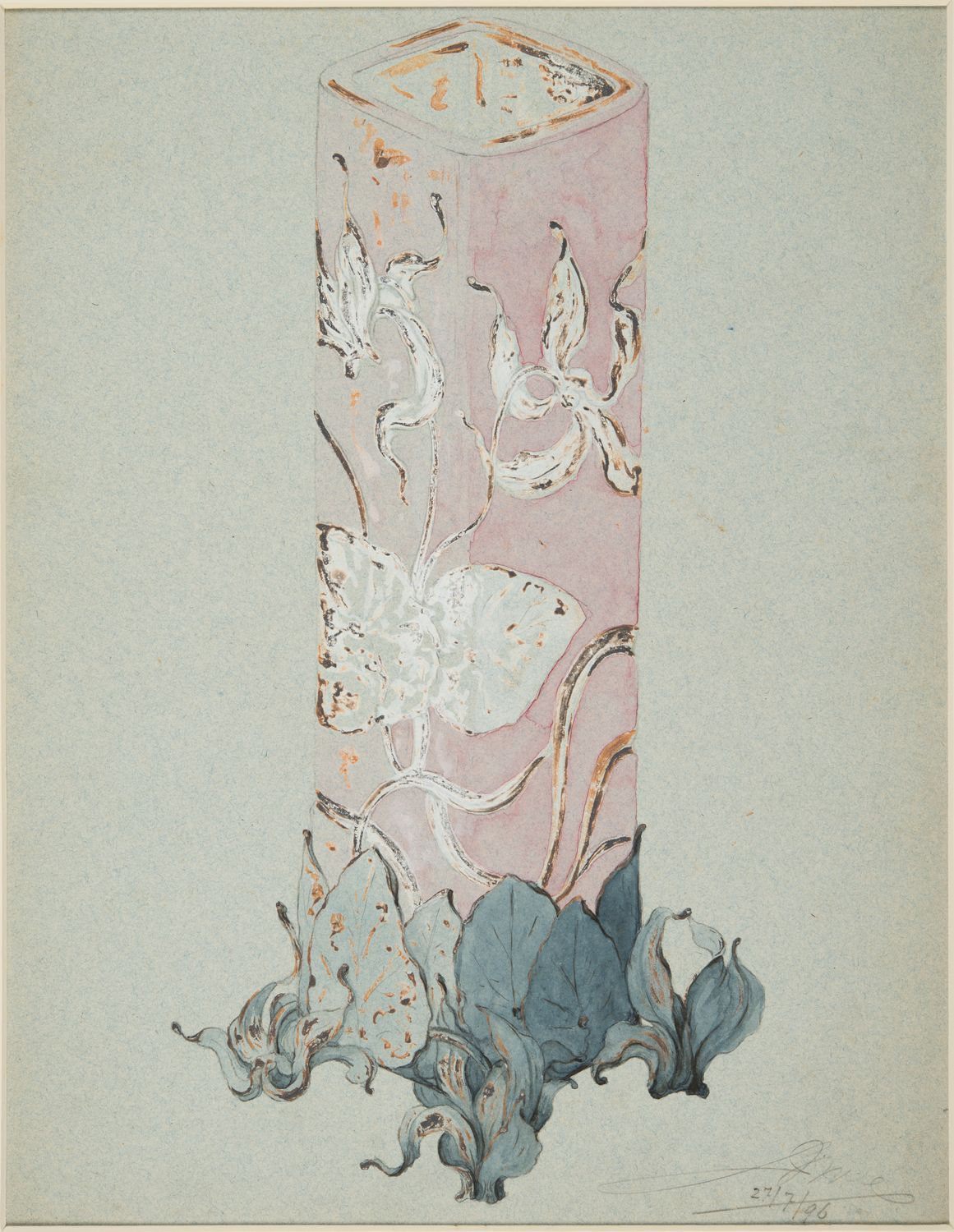
Kresba vázy Les Chardons (Bodláky) od Philippa Wolferse (1896)
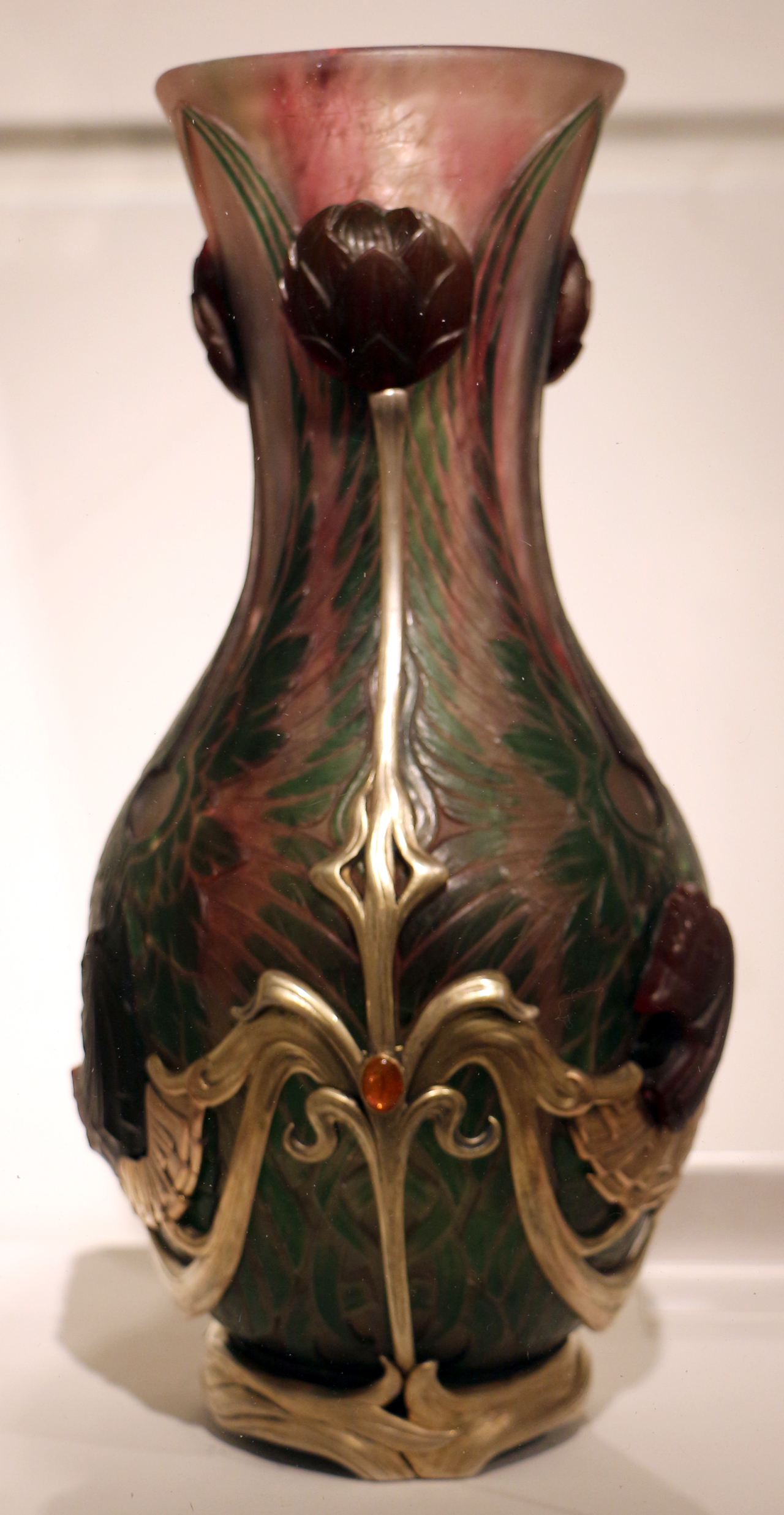
Váza od Wolferse (1899)
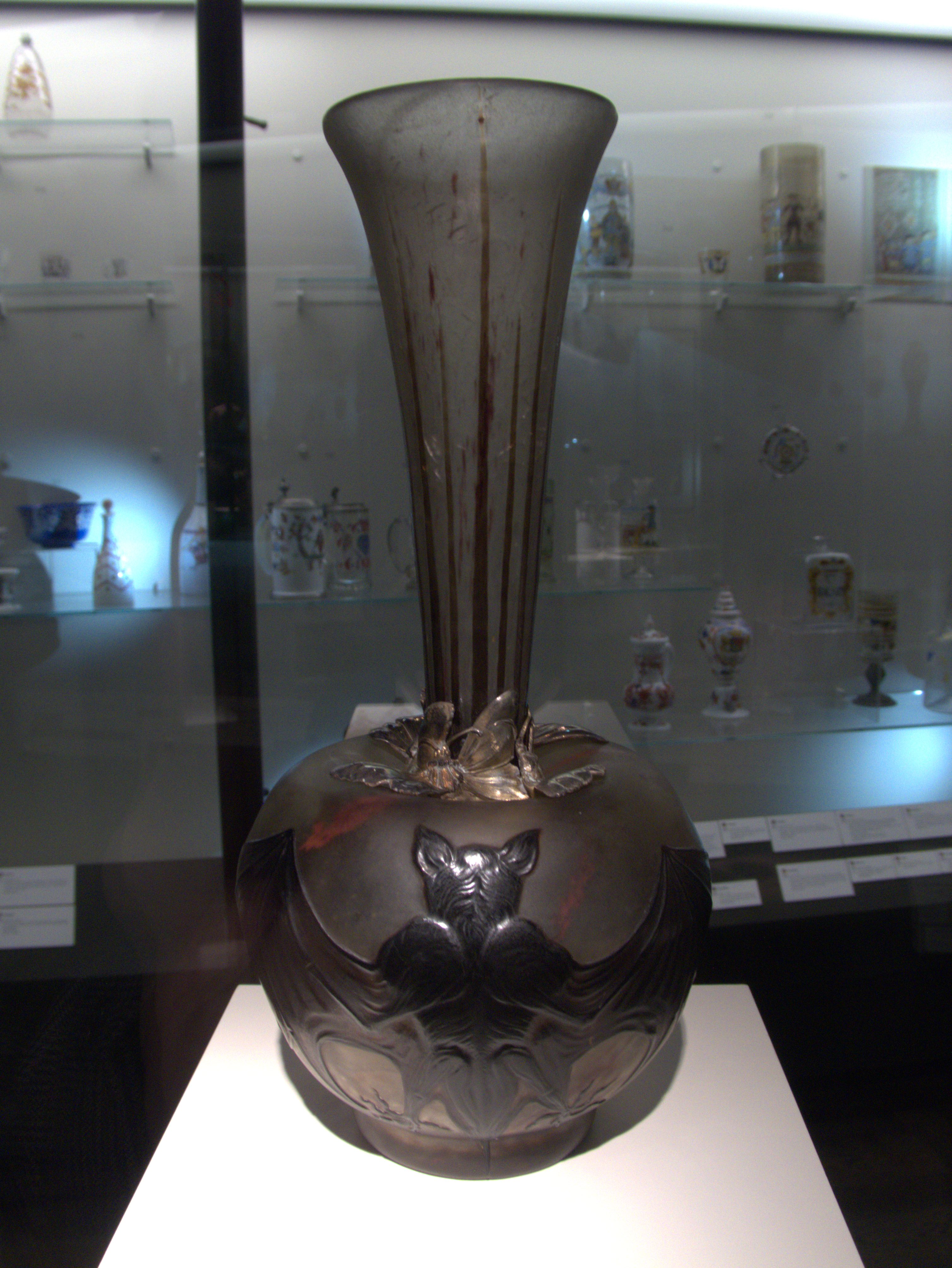
Crépuscule (Stmívání), váza od Wolferse (1901)
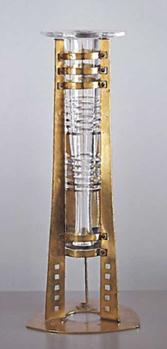
Váza od Gustava Serrurier-Bovy (1904) (Metropolitan Museum of Art, New York City)

## Kov
Secesní architektura využívala mnoho technologických novinek konce 19. století, zejména použití odkrytého železa a velkých, nepravidelně tvarovaných kusů skla v architektuře. Francouzský teoretik architektury Eugène Viollet-le-Duc prosazoval, aby se železná konstrukce moderních budov spíše ukazovala než skrývala, ale bruselští secesní architekti šli ještě dál: v interiérech i exteriérech svých staveb přidávali železné dekorace v křivkách inspirovaných rostlinnými a květinovými formami. Měly podobu zábradlí na schodištích, svítidel a dalších detailů v interiéru, stejně jako balkonů a dalších ozdob v exteriéru.
Victor Horta, který pracoval na stavbě královských skleníků v Laekenu, byl jedním z prvních tvůrců secesních železných prvků. Jeho použití svářkové oceli nebo litiny ve spirálovitých bičovitých formách na dveřích, balkonech a mřížích se stalo jedním z nejvýraznějších rysů secesní architektury. Použití kovového dekoru v rostlinných formách se brzy objevilo také na stříbrném nádobí, lampách a dalších dekorativních předmětech.

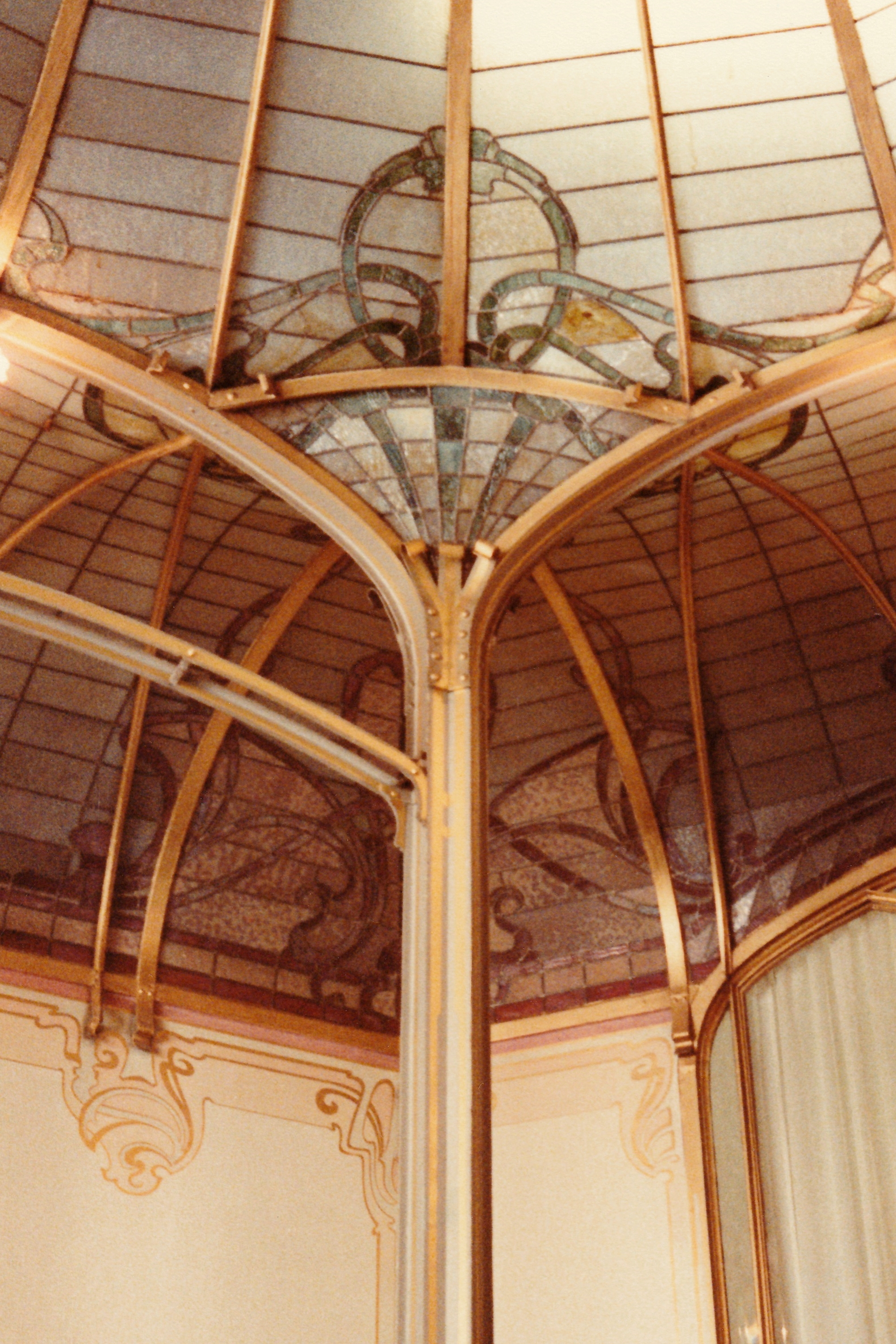
Detail zimní zahrady hotelu van Eetvelde od Victora Horty (1898–1900)
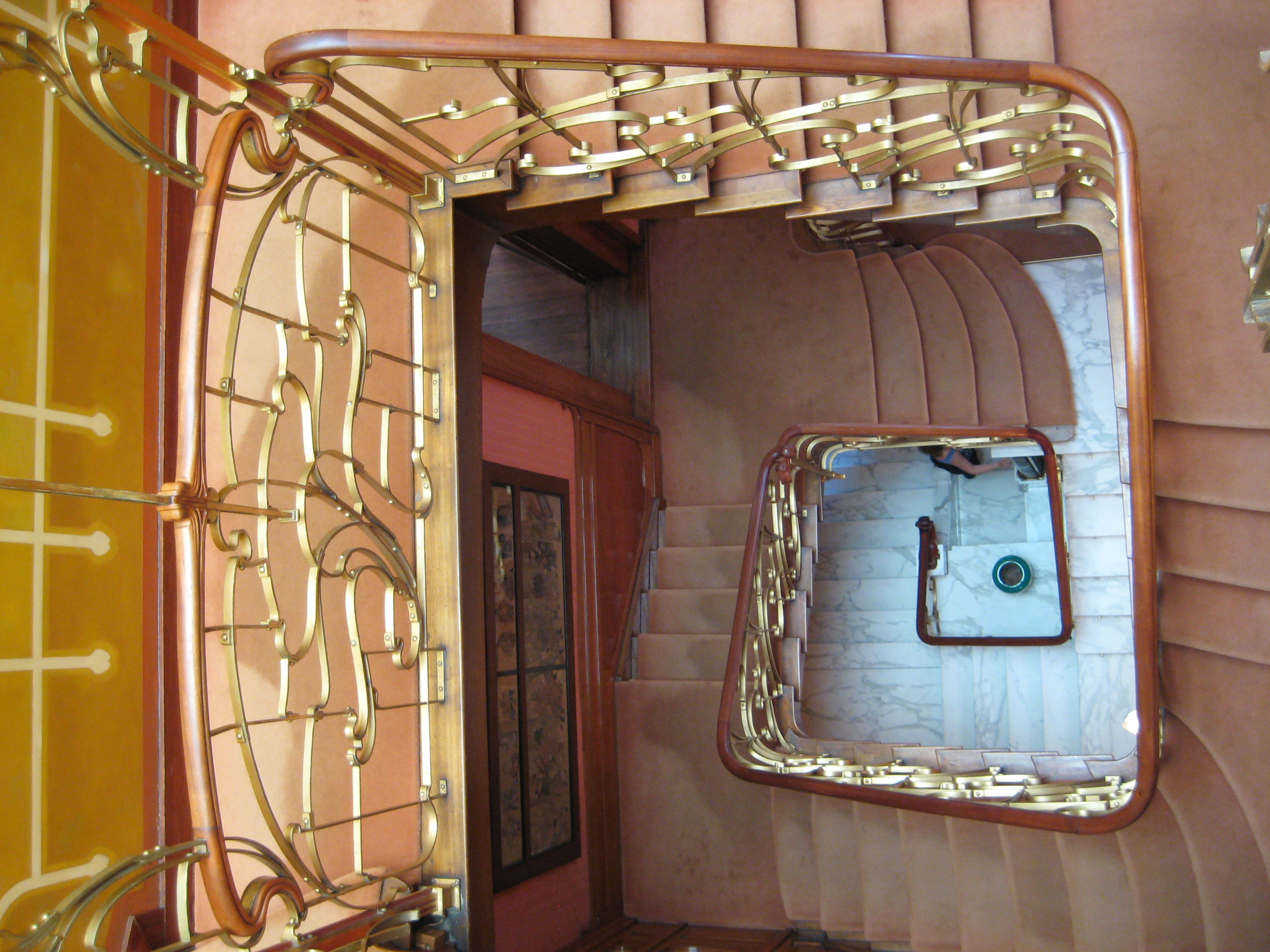
Točité schodiště, Hortův dům (1898–1901)
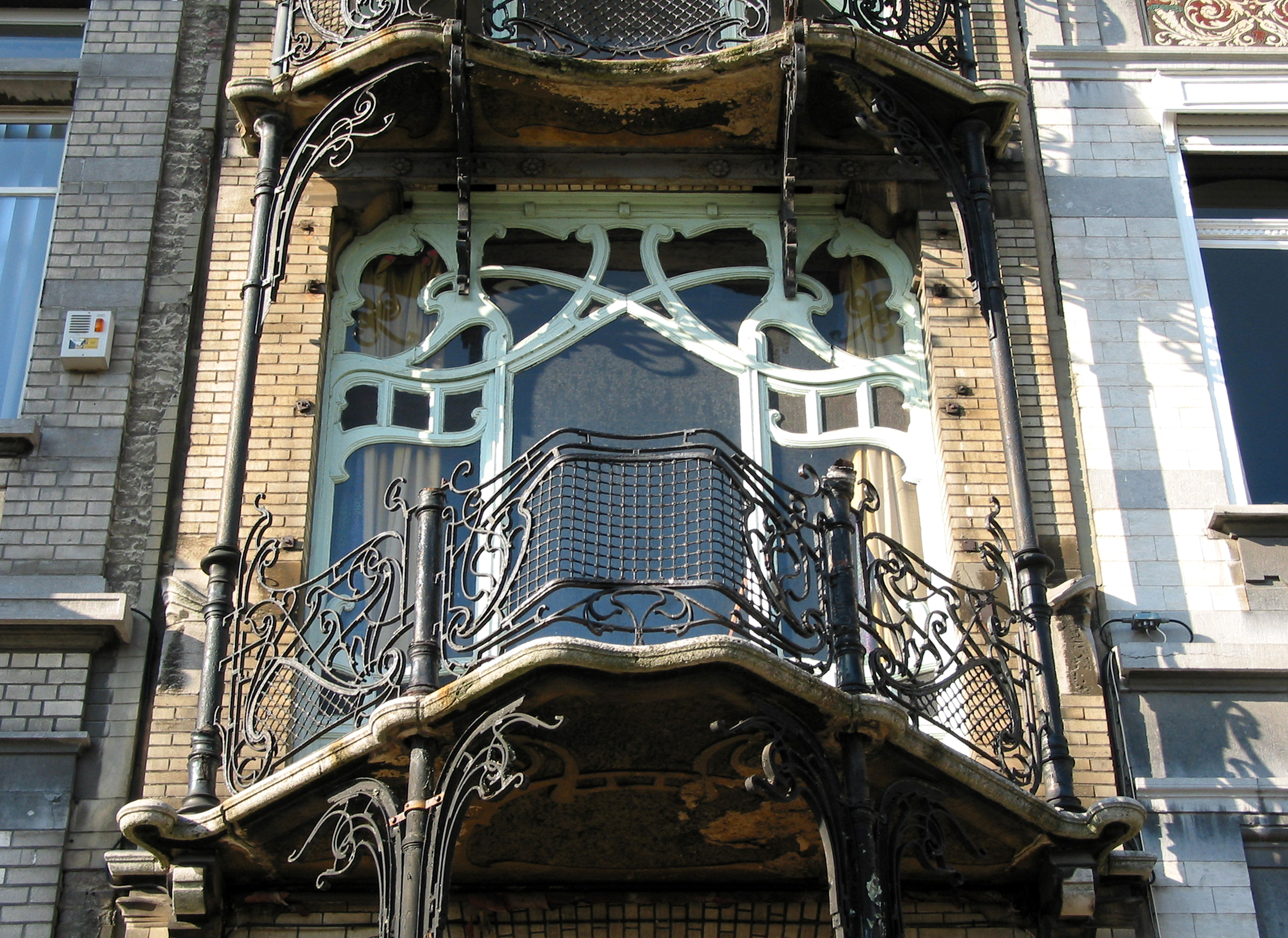
Kované balkony domu Saint-Cyr od Gustava Strauvena (1901–1903)
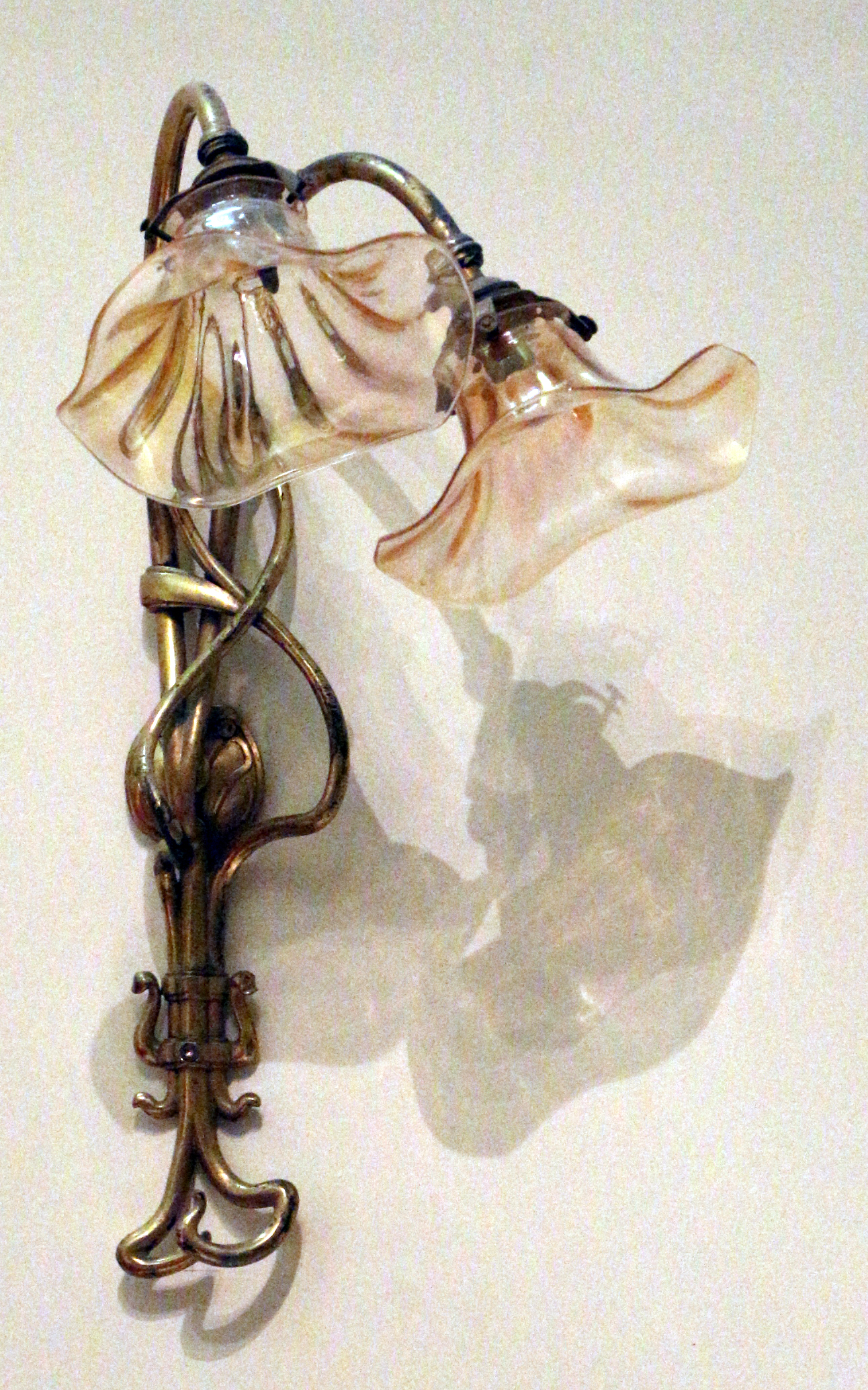
Svítidlo od Horty (1903)
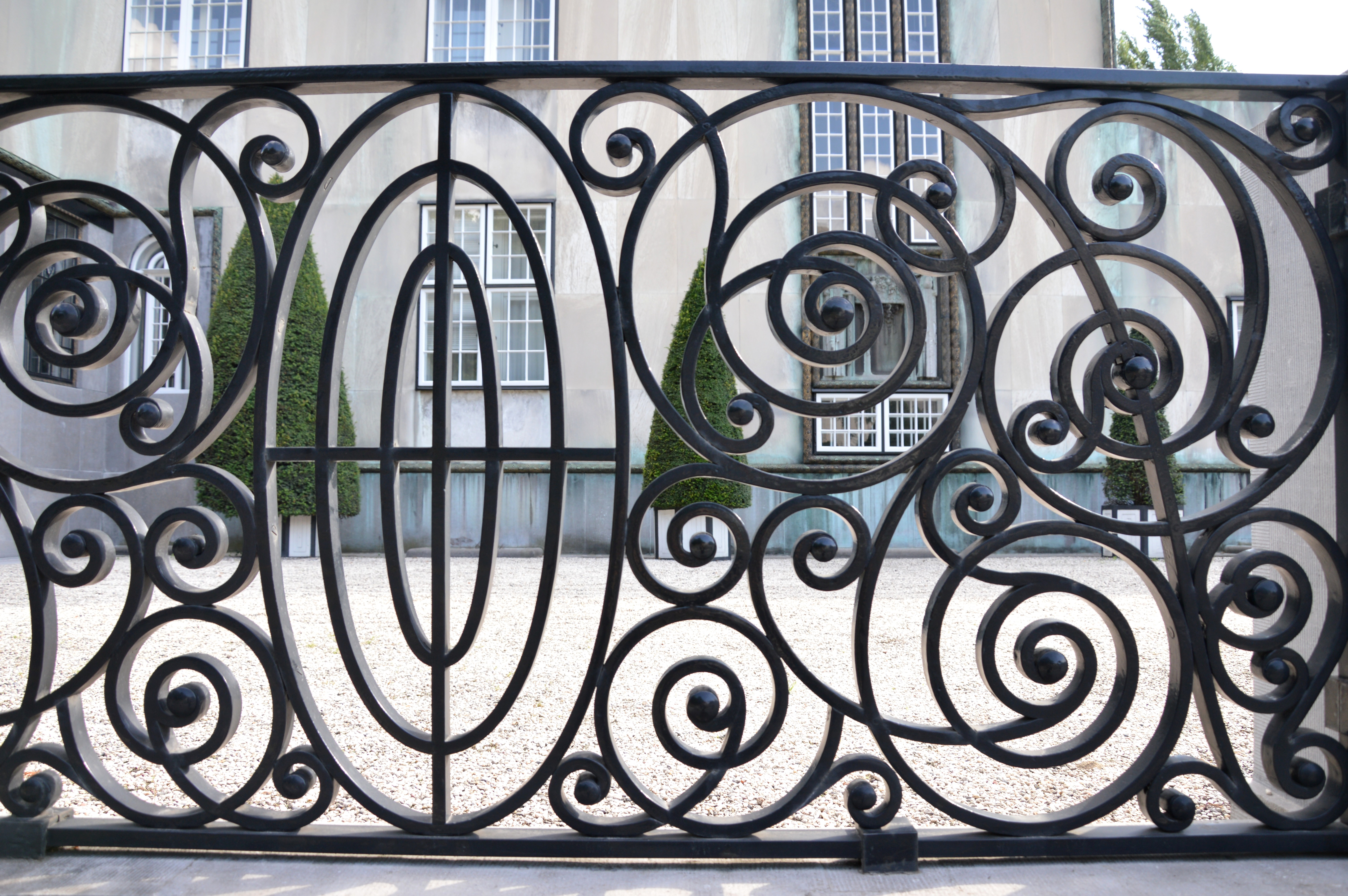
Brána paláce Stoclet od Josefa Hoffmanna (1905–1911)

## Nábytek a dekorační předměty
Mnoho bruselských architektů, včetně Victora Horty a Henryho Van de Velde, navrhovalo také nábytek a další interiérovou výzdobu svých domů. Zakřivené vzory dřeva a vzory na čalounění ladily se vzory stěn a dalšími prvky interiéru. Nábytek byl ručně vyráběn speciálně pro každý dům. Jednou z nevýhod secese bylo, že nábytek nebylo možné vyměnit nebo nahradit jiným stylem, aniž by se narušila harmonie místnosti.
Další významnou osobností rané belgické secese v oblasti nábytku a designu byl Gustave Serrurier-Bovy (1858–1910). Žil nějakou dobu v Anglii a byl ovlivněn díly Williama Morrise a hnutím Arts and Crafts. V jeho díle se projevil rustikální vliv stylu Arts and Crafts, ale přidal vlastní prvky asymetrie. Kombinoval také různé typy nábytku do jednotných celků, například psací stůl s připojenou knihovnou, komodu a skříň. Jeho pozdější tvorba byla mnohem geometričtější na cestě k modernismu.

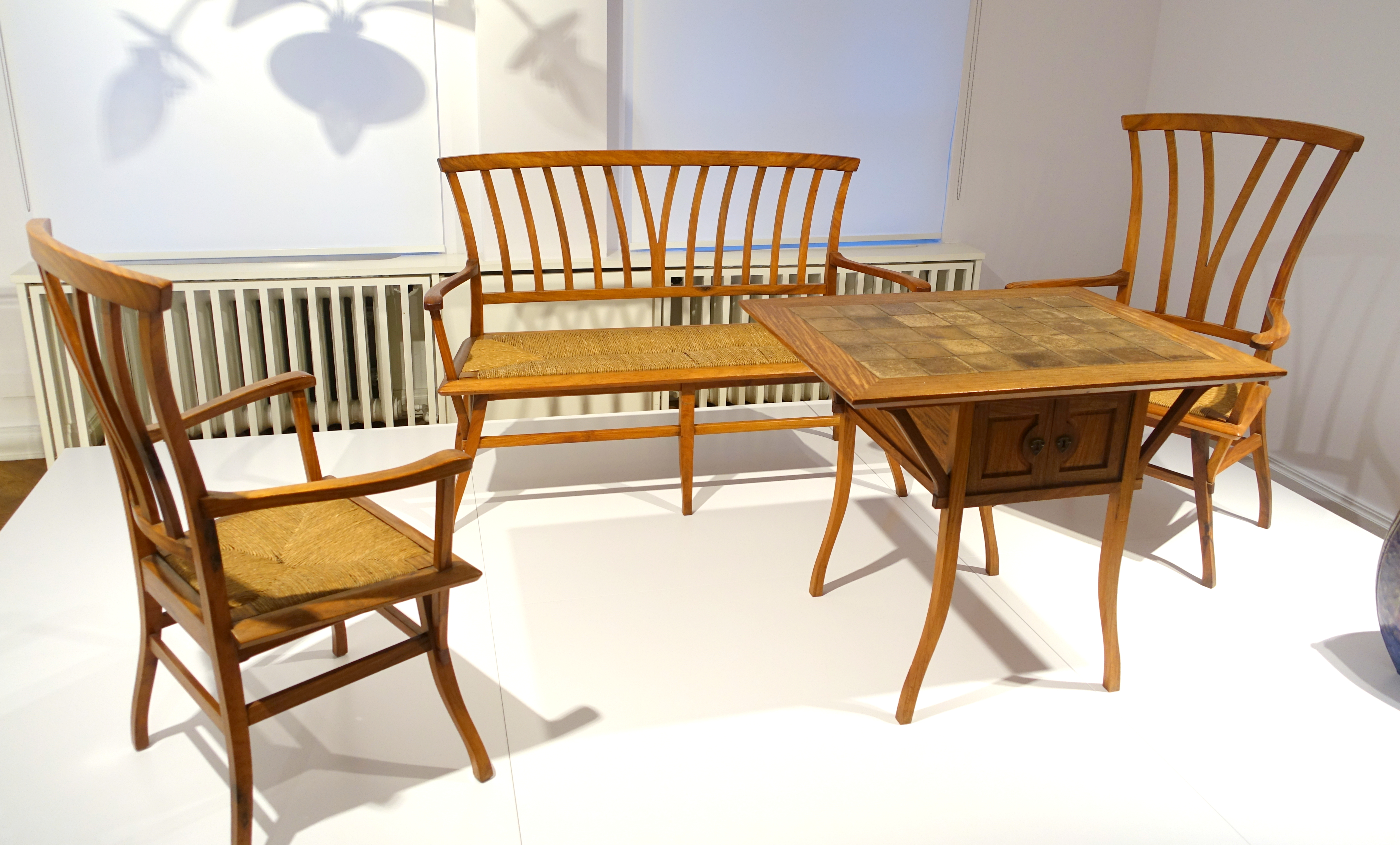
Nábytek navržený Henrym Van de Veldem pro Bloemenwerf (1895)
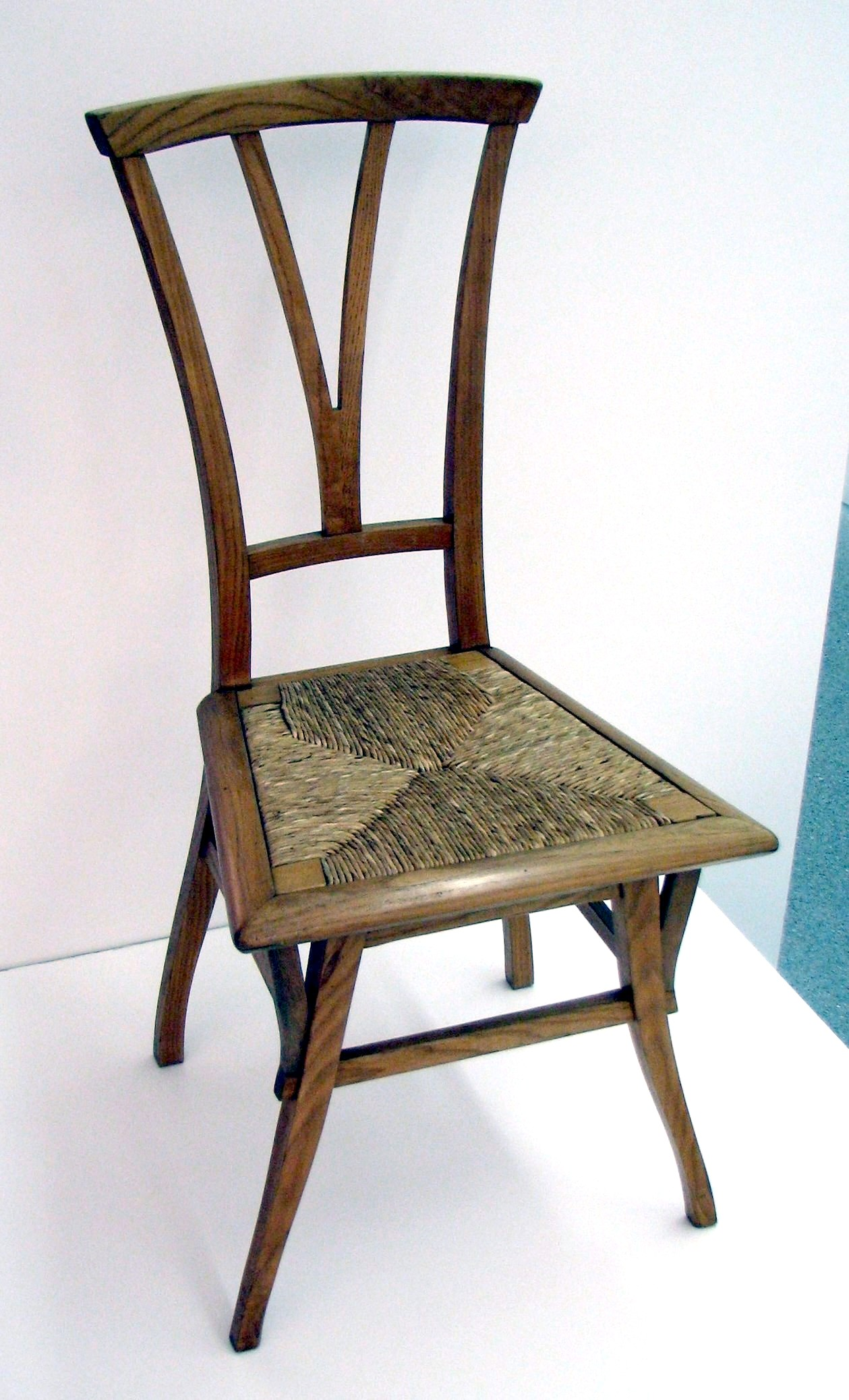
Židle od Henryho Van de Velde pro Bloemenwerf (1895)
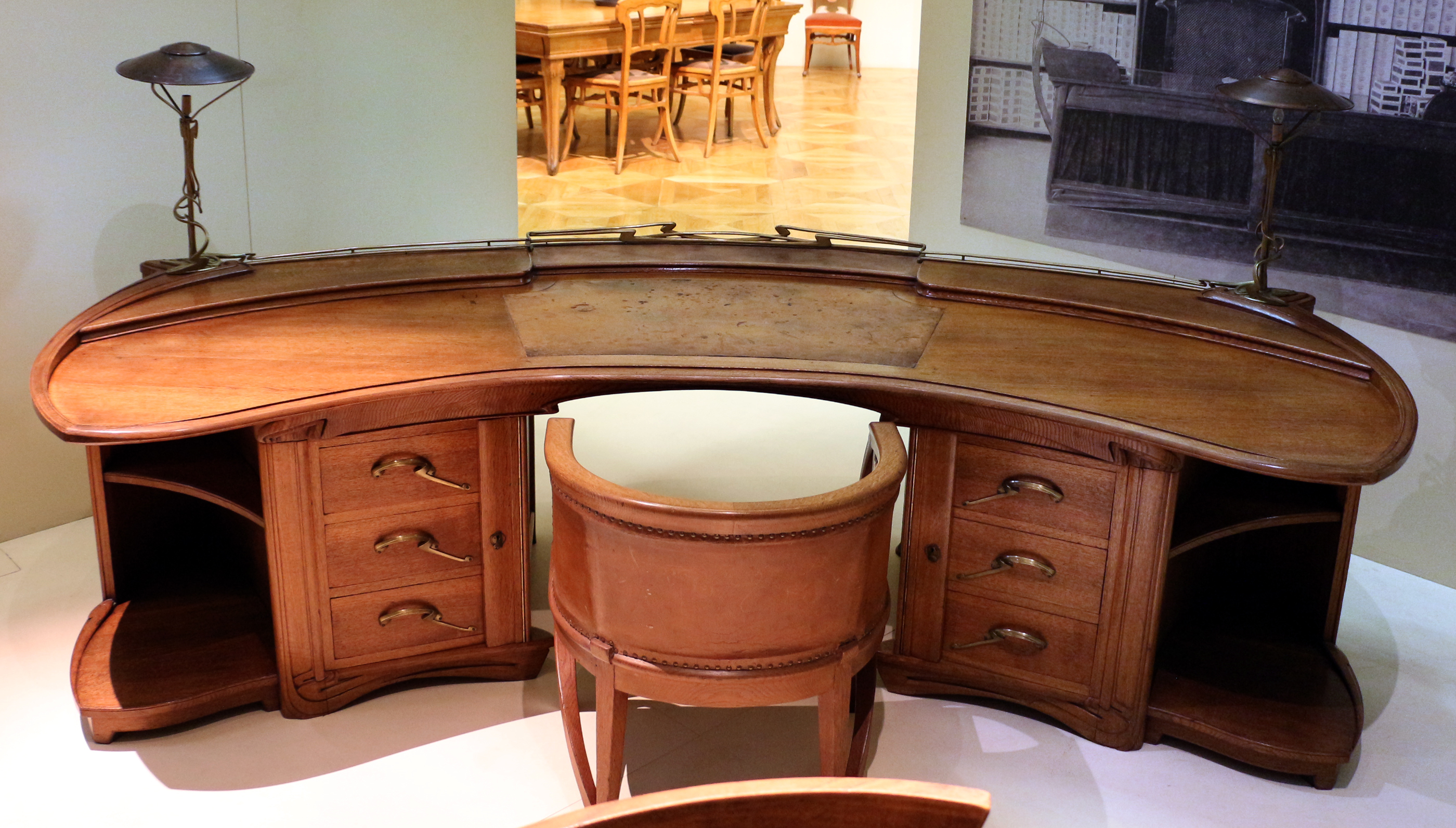
Psací stůl, židle a lampy od Van de Veldeho (1898–1899) (Musée d'Orsay, Paříž)
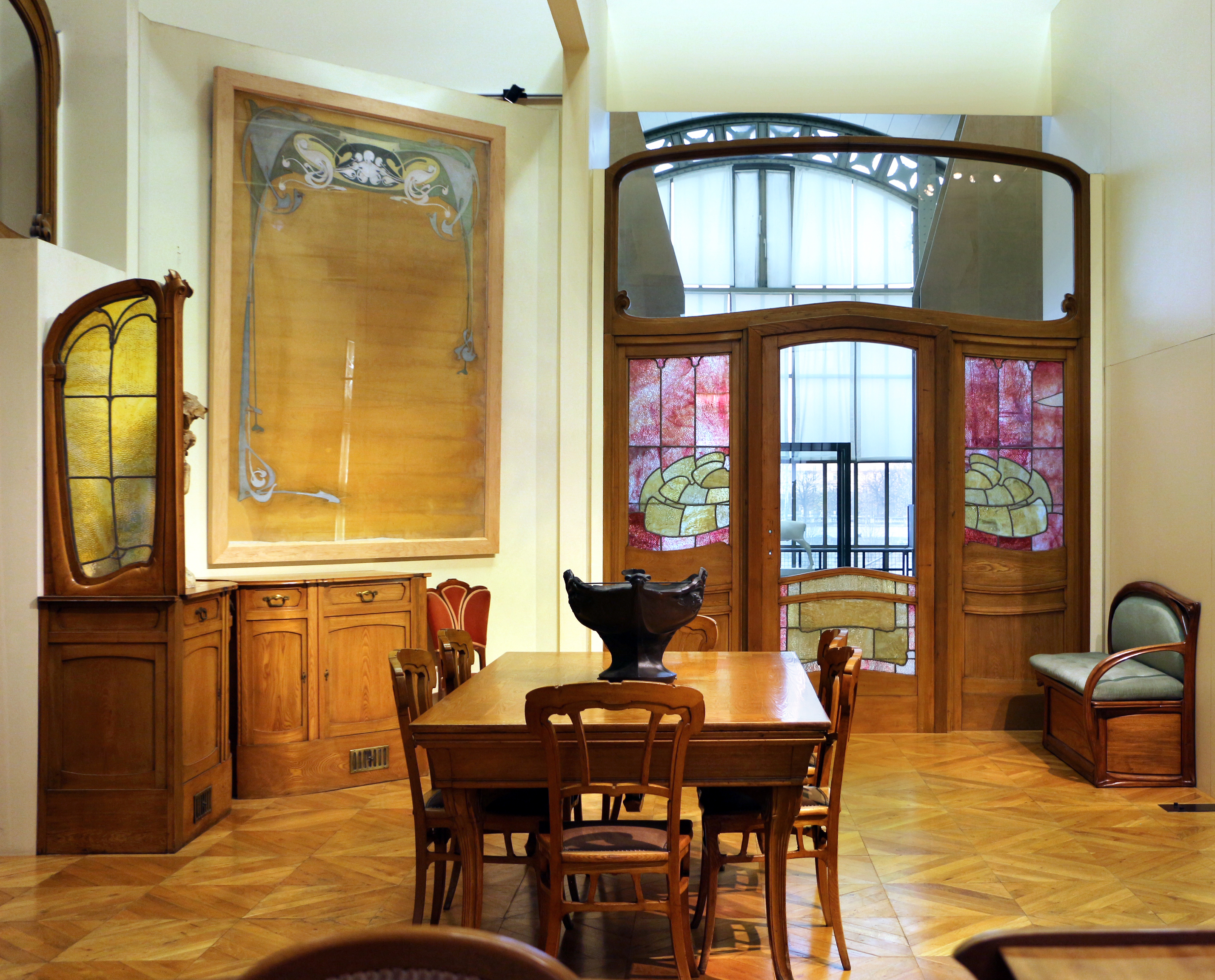
Nábytek v jídelně a nástěnný panel od Victora Horty z hotelu Aubecq (1899–1902), nyní v Musée d'Orsay
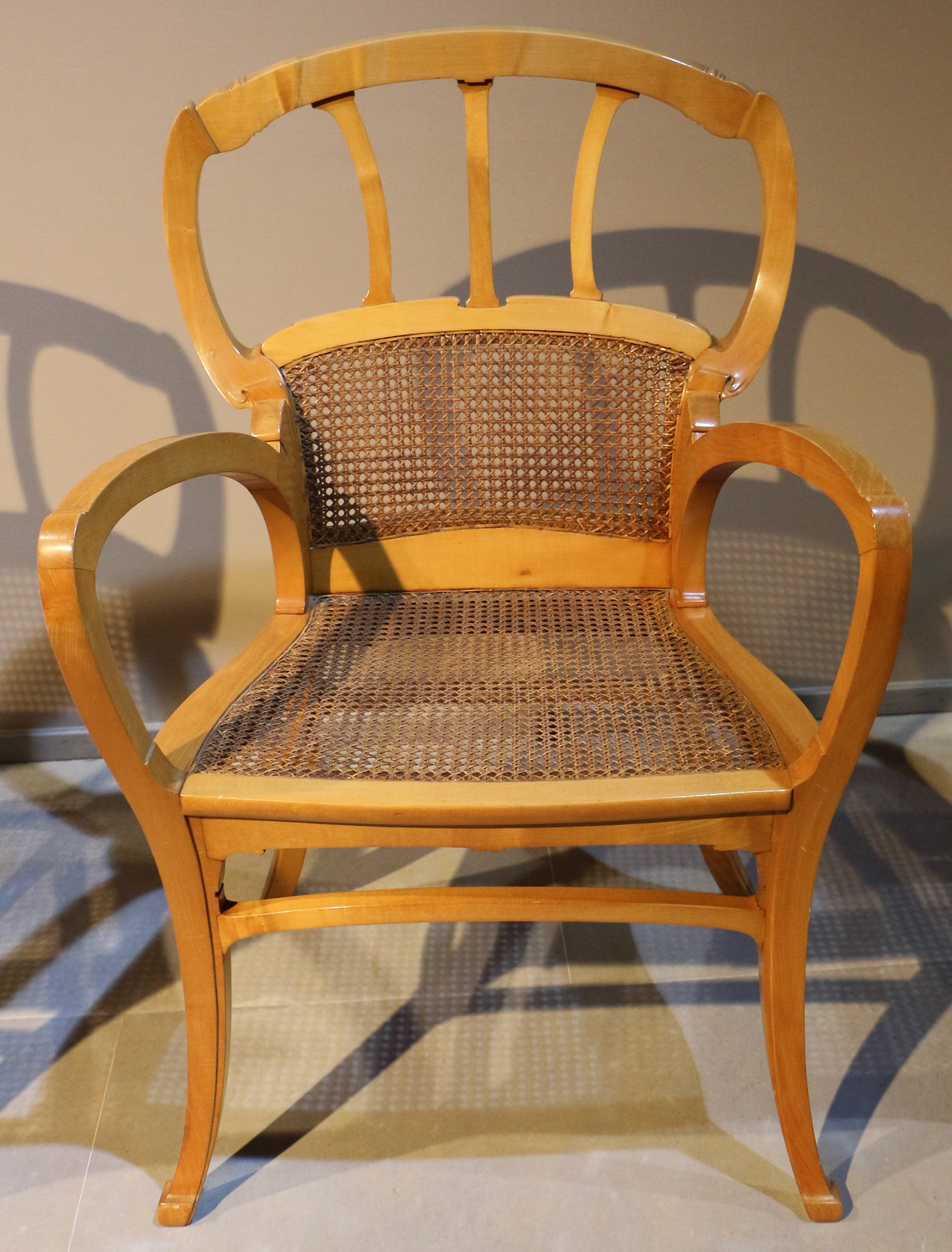
Hortova židle z Hôtelu Aubecq, nyní v Musée d'Orsay
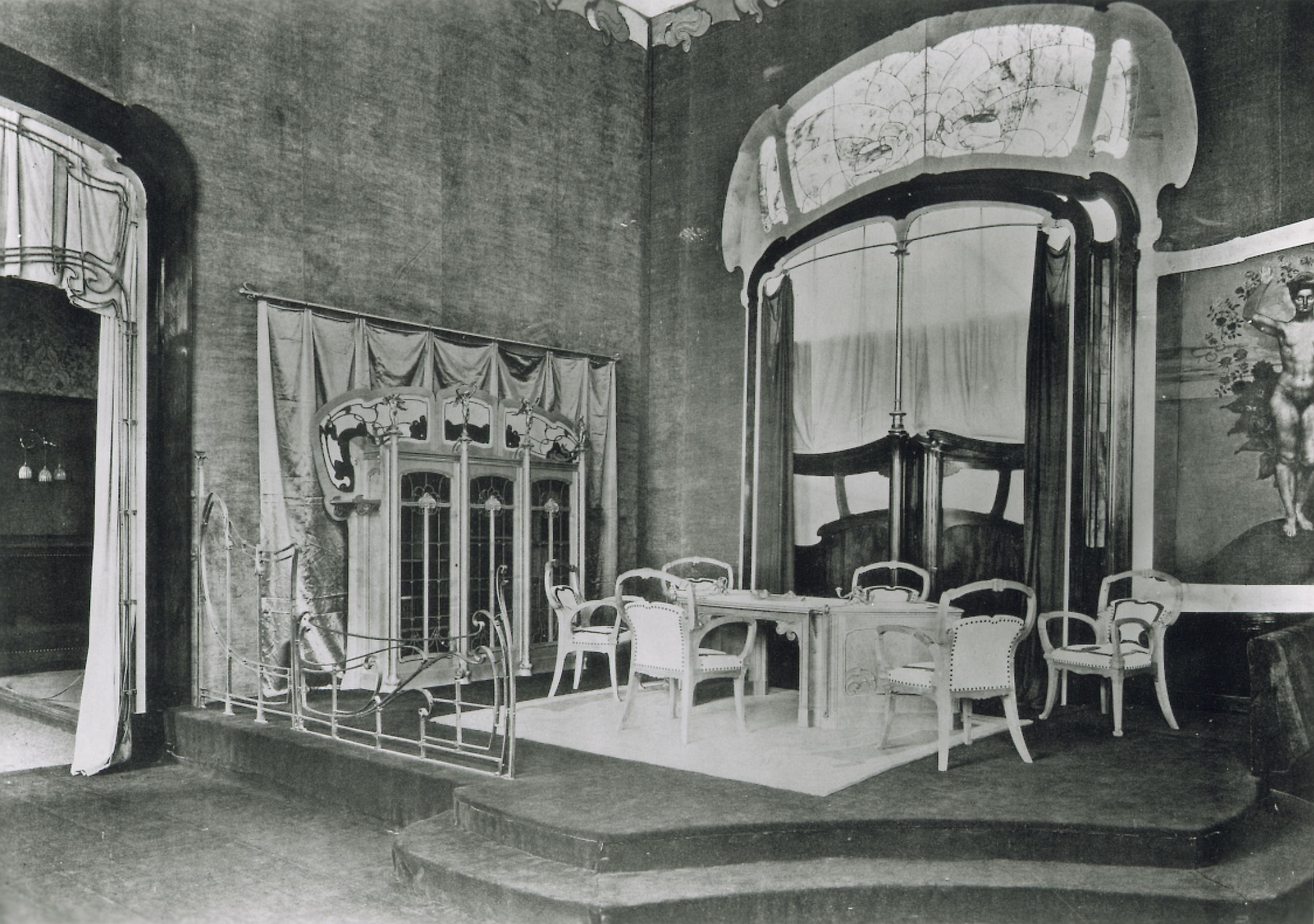
Jídelna od Horty vystavená na mezinárodní výstavě v Turíně v roce 1902
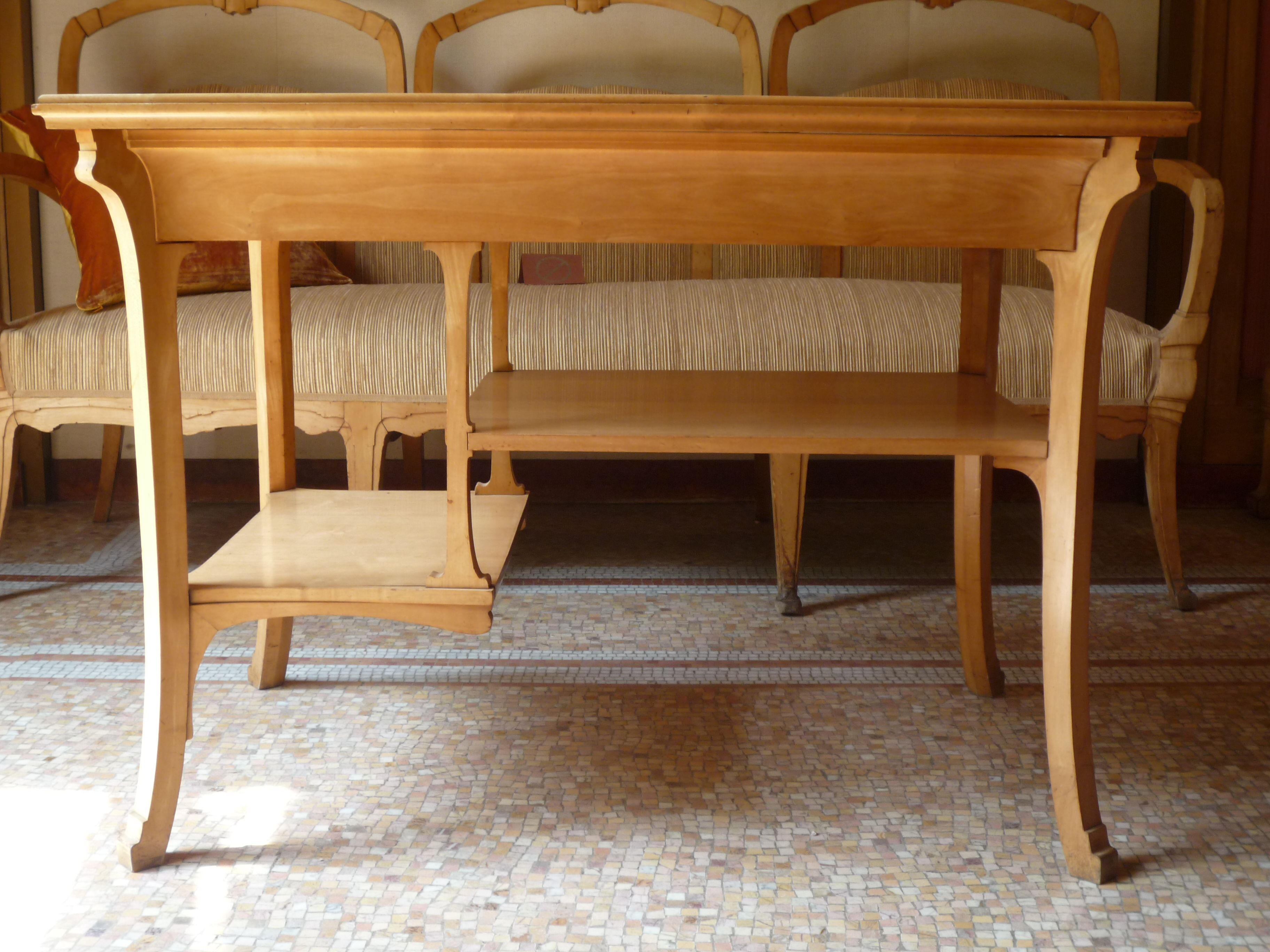
Stůl navržený Hortou, pravděpodobně pro turínskou výstavu v roce 1902
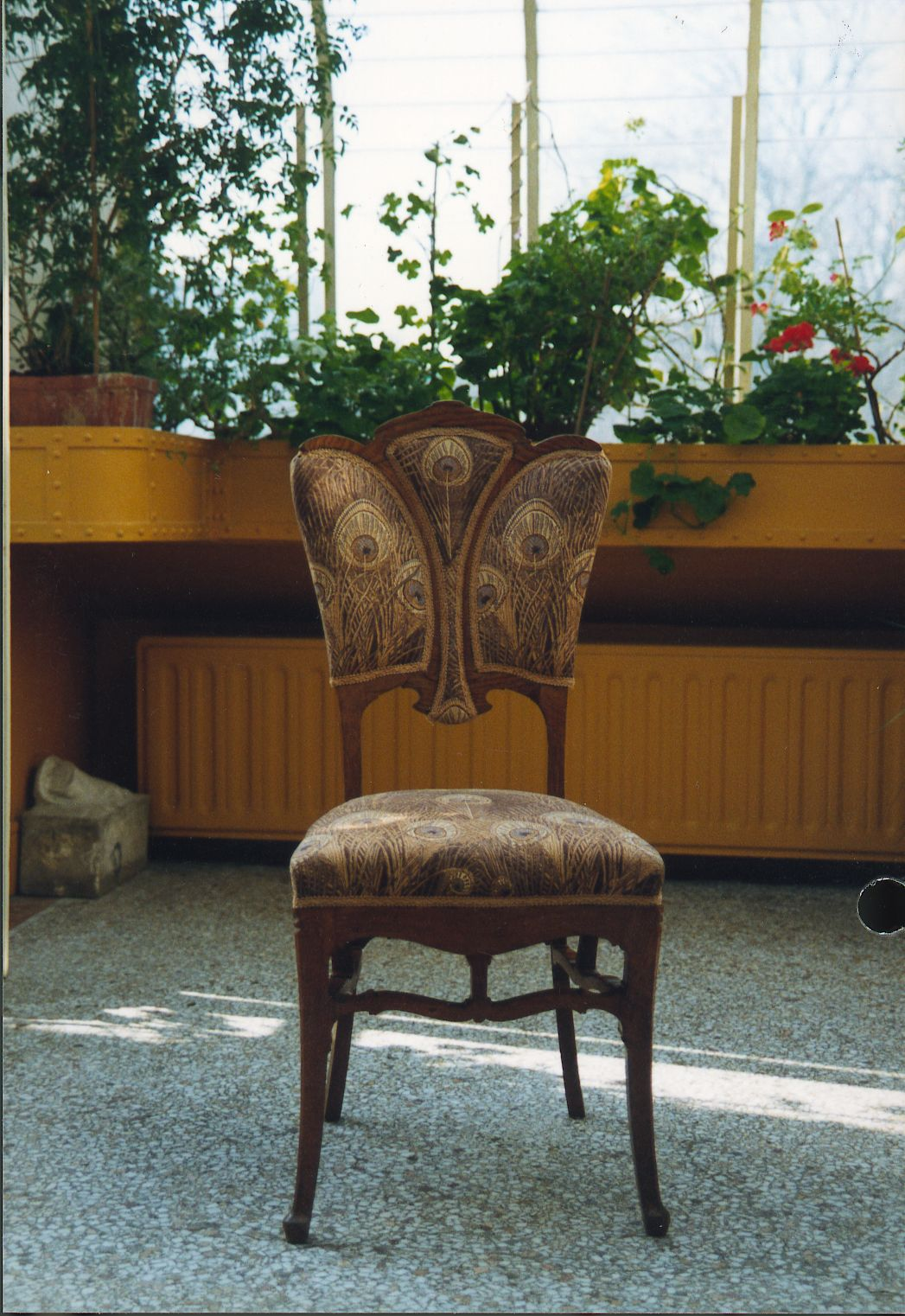
Paví křeslo od Horty z hotelu Tassel nebo ze zámku La Hulpe
Mahagonová židle od Horty (1900) (Clevelandské muzeum umění)

## Šperk
Nejvýznamnějším secesním klenotníkem v Bruselu byl Philippe Wolfers. Byl také sochařem a stříbrotepcem a tyto dovednosti různě kombinoval. Navrhoval šperky a další předměty na motivy hmyzu, rostlin a zvířat, přičemž používal předchozí materiály a přírodní křivky. Jeho práce často překračovaly hranice mezi sochařstvím a dekorativním uměním, inspirovány liniemi forem od vážek přes netopýry až po řecké masky. Příkladem je přívěsek s perlou a labutí obklopenou hady. Další významnou osobností byl Frans Hoosemans, který vytvářel drobná sochařská díla, svícny a další předměty s použitím slonoviny, stříbra a dalších drahých materiálů.

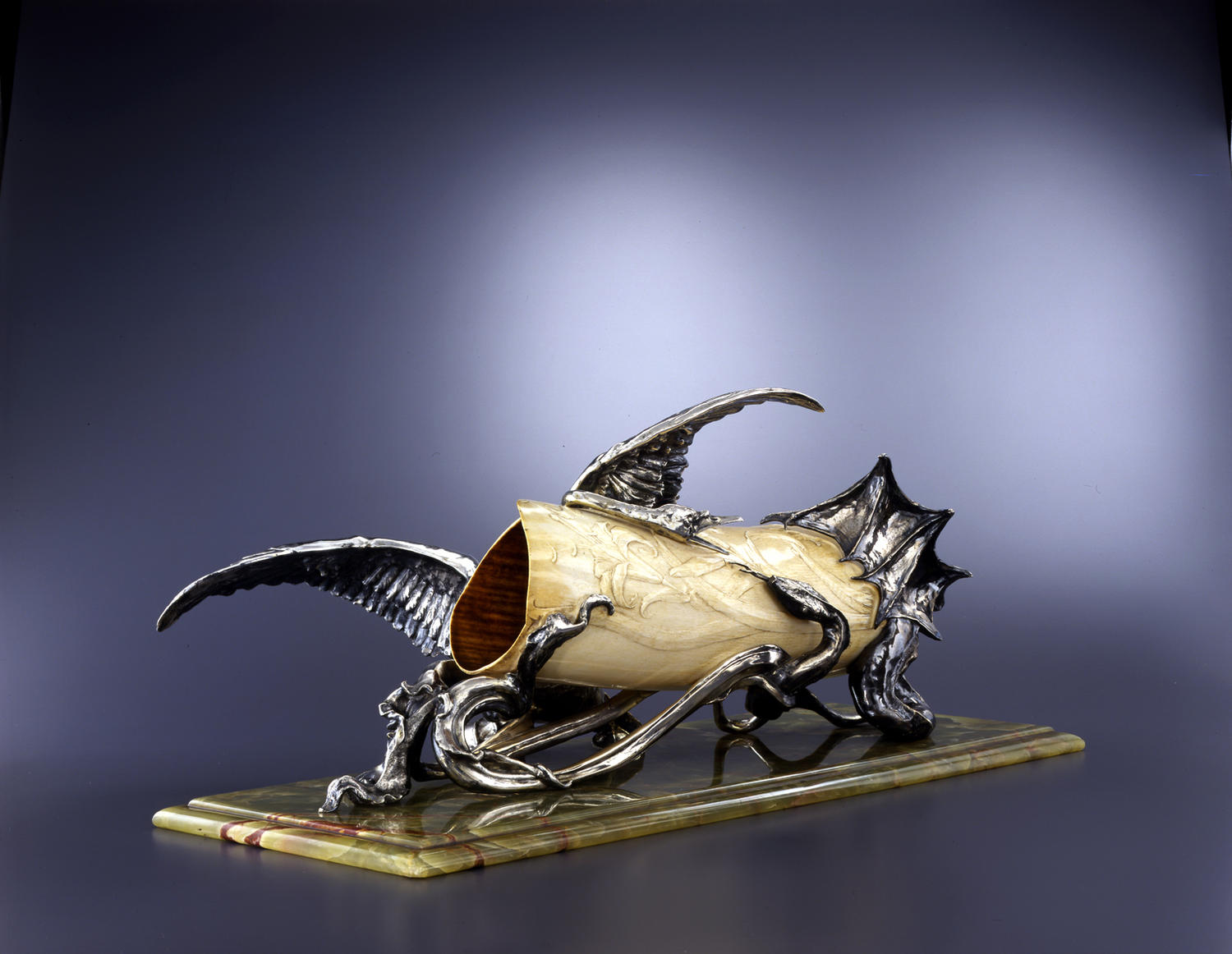
Váza ze stříbra, onyxu a slonoviny od Philippa Wolferse (1897)
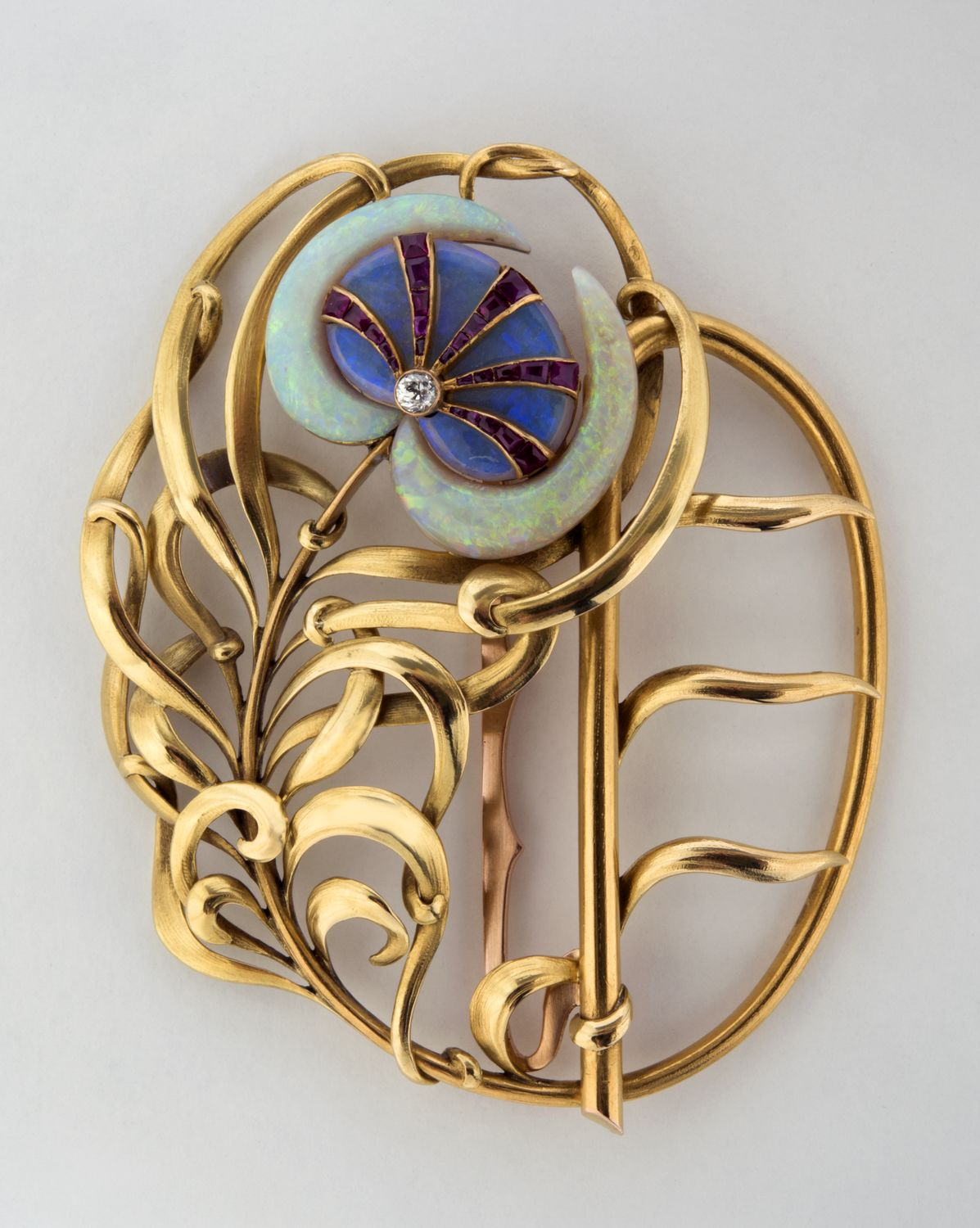
Plumes de Paon (Paví peří), přezka na pásek od Wolferse (1898)
Cygne et Serpents (Labuť a hadi), přívěsek od Wolferse (1899–1900)
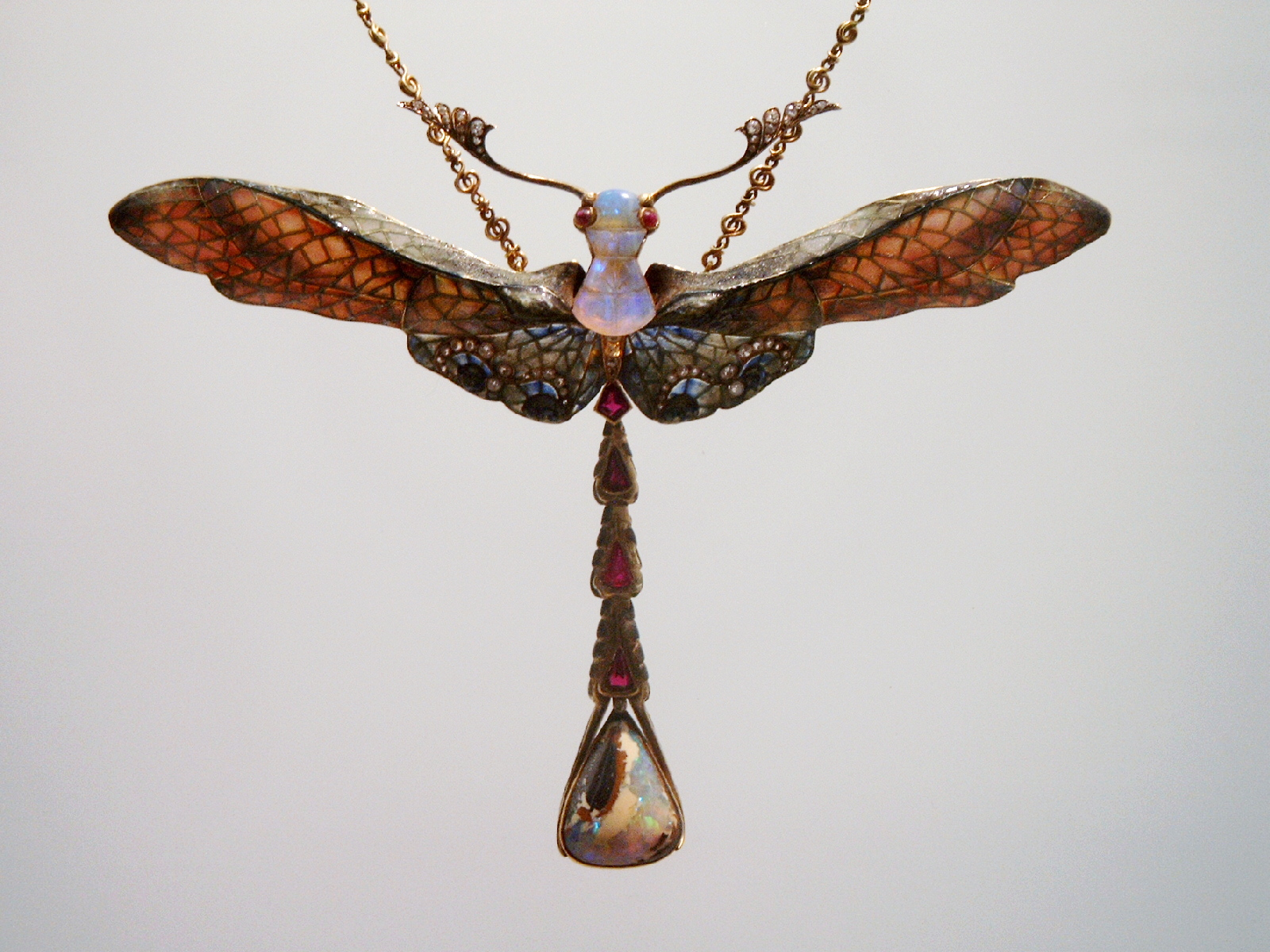
Libelle (Vážka), přívěsek ze zlata, opálu, smaltu, rubínů a diamantů od Wolferse (1902)

## Ochranný status
V roce 2000 byly na seznam světového dědictví UNESCO pod názvem „Hlavní městské domy architekta Victora Horty (Brusel)” zapsány čtyři secesní stavby Victora Horty: Hôtel Tassel, Hôtel Solvay, Hôtel van Eetvelde a Hortův dům a ateliér.
Palác Stoclet, postavený v letech 1905–1911 moravsko-rakouským architektem Josefem Hoffmannem, jedním ze zakladatelů vídeňské secese, je od roku 2009 rovněž zapsán na seznamu světového dědictví.